# Cina ai Giochi della XXIX Olimpiade
La Cina è stata la nazione organizzatrice dei Giochi della XXIX Olimpiade, che si sono svolti a Pechino dall'8 al 24 agosto 2008. La sua delegazione è stata composta da 600 atleti.

## Medaglie
| Medaglia | Atleta                                                                                                 | Sport               | Evento                                   |
| -------- | --- | ------------------- | ---------------------------------------- |
| Oro      | Huang Xu Chen Yibing Li Xiaopeng Xiao Qin Yang Wei Zou Kai                                             | Ginnastica          | Concorso a squadre maschile              |
| Oro      | Yang Yilin Cheng Fei Jiang Yuyuan Deng Linlin He Kexin Li Shanshan                                     | Ginnastica          | Concorso a squadre femminile             |
| Oro      | Yang Wei                                                                                               | Ginnastica          | Concorso individuale maschile            |
| Oro      | Zou Kai                                                                                                | Ginnastica          | Corpo libero maschile                    |
| Oro      | Xiao Qin                                                                                               | Ginnastica          | Cavallo maschile                         |
| Oro      | Chen Yibing                                                                                            | Ginnastica          | Anelli maschili                          |
| Oro      | He Kexin                                                                                               | Ginnastica          | Parallele asimmetriche femminili         |
| Oro      | He Wenna                                                                                               | Ginnastica          | Trampolino femminile                     |
| Oro      | Li Xiaopeng                                                                                            | Ginnastica          | Parallele simmetriche maschili           |
| Oro      | Zou Kai                                                                                                | Ginnastica          | Sbarra maschile                          |
| Oro      | Lu Chunlong                                                                                            | Ginnastica          | Trampolino maschile                      |
| Oro      | Long Qingquan                                                                                          | Sollevamento pesi   | 56 kg maschile                           |
| Oro      | Chen Xiexia                                                                                            | Sollevamento pesi   | 48 kg femminile                          |
| Oro      | Chen Yanqing                                                                                           | Sollevamento pesi   | 58 kg femminile                          |
| Oro      | Zhang Xiangxiang                                                                                       | Sollevamento pesi   | 62 kg maschile                           |
| Oro      | Liao Hui                                                                                               | Sollevamento pesi   | 69 kg maschile                           |
| Oro      | Liu Chunhong                                                                                           | Sollevamento pesi   | 69 kg femminile                          |
| Oro      | Cao Lei                                                                                                | Sollevamento pesi   | 75 kg femminile                          |
| Oro      | Lu Yong                                                                                                | Sollevamento pesi   | 85 kg maschile                           |
| Oro      | Guo Jingjing Wu Minxia                                                                                 | Tuffi               | Trampolino 3 m sincro femminile          |
| Oro      | Huo Liang Lin Yue                                                                                      | Tuffi               | Piattaforma 10 metri sincro maschile     |
| Oro      | Chen Ruolin Wang Xin                                                                                   | Tuffi               | Piattaforma 10 m sincro femminile        |
| Oro      | Wang Feng Qin Kai                                                                                      | Tuffi               | Trampolino 3 metri sincro maschile       |
| Oro      | Guo Jingjing                                                                                           | Tuffi               | Trampolino 3 metri femminile             |
| Oro      | Chen Ruolin                                                                                            | Tuffi               | Piattaforma 10 m femminile               |
| Oro      | He Chong                                                                                               | Tuffi               | Trampolino 3 metri maschile              |
| Oro      | Pang Wei                                                                                               | Tiro                | Pistola 10 m aria compressa maschile     |
| Oro      | Guo Wenjun                                                                                             | Tiro                | Pistola 10 m aria compressa femminile    |
| Oro      | Chen Ying                                                                                              | Tiro                | Pistola 25 m femminile                   |
| Oro      | Du Li                                                                                                  | Tiro                | Carabina 50 m tre posizioni femminile    |
| Oro      | Qiu Jian                                                                                               | Tiro                | Carabina 50 m tre posizioni maschile     |
| Oro      | Guo Yue Wang Nan Zhang Yining Li Xiaoxia                                                               | Tennis tavolo       | Gara a squadre femminile                 |
| Oro      | Ma Lin Wang Hao Wang Liqin Chen Qi                                                                     | Tennis tavolo       | Gara a squadre maschile                  |
| Oro      | Zhang Yining                                                                                           | Tennis tavolo       | Singolo femminile                        |
| Oro      | Ma Lin                                                                                                 | Tennis tavolo       | Singolo maschile                         |
| Oro      | Xian Dongmei                                                                                           | Judo                | 52 kg femminile                          |
| Oro      | Yang Xiuli                                                                                             | Judo                | 78 kg femminile                          |
| Oro      | Tong Wen                                                                                               | Judo                | +78 kg femminile                         |
| Oro      | Du Jing Yu Yang                                                                                        | Badminton           | Doppio femminile                         |
| Oro      | Zhang Ning                                                                                             | Badminton           | Singolo femminile                        |
| Oro      | Lin Dan                                                                                                | Badminton           | Singolo maschile                         |
| Oro      | Zou Shiming                                                                                            | Pugilato            | Pesi mosca leggeri                       |
| Oro      | Zhang Xiaoping                                                                                         | Pugilato            | Pesi mediomassimi                        |
| Oro      | Meng Guanliang Yang Wenjun                                                                             | Canoa/kayak         | C2 500 m maschile                        |
| Oro      | Tang Bin Xi Aihua Jin Ziwei Feng Guixin                                                                | Canottaggio         | 4 di coppia femminile                    |
| Oro      | Liu Zige                                                                                               | Nuoto               | 200 m farfalla femminili                 |
| Oro      | Zhong Man                                                                                              | Scherma             | Sciabola individuale femminile           |
| Oro      | Wang Jiao                                                                                              | Lotta libera        | 72 kg femminile                          |
| Oro      | Zhang Juanjuan                                                                                         | Tiro con l'arco     | Individuale femminile                    |
| Oro      | Yin Jian                                                                                               | Taekwondo           | 49 kg femminile                          |
| Oro      | Wu Jingyu                                                                                              | Vela                | Windsurf femminile                       |
| Argento  | Zhang Lin                                                                                              | Nuoto               | 400 m stile libero maschili              |
| Argento  | Jiao Liuyang                                                                                           | Nuoto               | 200 m farfalla femminili                 |
| Argento  | Yang Yu Zhu Qianwei Tan Miao Pang Jiaying Tang Jingzhi                                                 | Nuoto               | Staffetta 4x200 m stile libero femminile |
| Argento  | Zhang Juanjuan Chen Ling Guo Dan                                                                       | Tiro con l'arco     | Gara a squadre femminile                 |
| Argento  | Zhu Qinan                                                                                              | Tiro                | Carabina 10 m aria compressa maschile    |
| Argento  | Tan Zongliang                                                                                          | Tiro                | Pistola 50 m maschile                    |
| Argento  | Li Hongli                                                                                              | Sollevamento pesi   | 77 kg maschile                           |
| Argento  | Bao Yingying Huang Haiyang Ni Hong Tan Xue                                                             | Scherma             | Sciabola a squadre femminile             |
| Argento  | Chang Yongxiang                                                                                        | Lotta greco-romana  | 74 kg maschile                           |
| Argento  | Xu Li                                                                                                  | Lotta libera        | 55 kg femminile                          |
| Argento  | Xie Xingfang                                                                                           | Badminton           | Singolo femminile                        |
| Argento  | Cai Yun Fu Haifeng                                                                                     | Badminton           | Doppio maschile                          |
| Argento  | Wu You Gao Yulan                                                                                       | Canottaggio         | 2 senza femminile                        |
| Argento  | Tian Jia Wang Jie                                                                                      | Beach volley        | Torneo femminile                         |
| Argento  | Yang Wei                                                                                               | Ginnastica          | Anelli maschili                          |
| Argento  | Cai Tongtong Chou Tao Lü Yuanyang Sui Jianshuang Sun Dan Zhang Shuo                                    | Ginnastica ritmica  | Concorso a squadre                       |
| Argento  | Wang Nan                                                                                               | Tennis tavolo       | Singolo femminile                        |
| Argento  | Wang Hao                                                                                               | Tennis tavolo       | Singolo maschile                         |
| Argento  | Cina                                                                                                   | Hockey su prato     | Torneo femminile                         |
| Argento  | Zhou Lüxin                                                                                             | Tuffi               | Piattaforma 10 m maschile                |
| Argento  | Zhang Zhilei                                                                                           | Pugilato            | Pesi supermassimi                        |
| Bronzo   | Yang Yilin                                                                                             | Ginnastica          | Concorso individuale femminile           |
| Bronzo   | Cheng Fei                                                                                              | Ginnastica          | Volteggio femminile                      |
| Bronzo   | Yang Yilin                                                                                             | Ginnastica          | Parallele asimmetriche femminili         |
| Bronzo   | Cheng Fei                                                                                              | Ginnastica          | Trave femminile                          |
| Bronzo   | Dong Dong                                                                                              | Ginnastica          | Trampolino maschile                      |
| Bronzo   | Wu Minxia                                                                                              | Tuffi               | Trampolino 3 m femminile                 |
| Bronzo   | Qin Kai                                                                                                | Tuffi               | Trampolino 3 m maschile                  |
| Bronzo   | Wang Xin                                                                                               | Tuffi               | Piattaforma 10 m femminile               |
| Bronzo   | Zhang Yawen Wei Yili                                                                                   | Badminton           | Doppio femminile                         |
| Bronzo   | Chen Jin                                                                                               | Badminton           | Singolo maschile                         |
| Bronzo   | He Hanbin Yu Yang                                                                                      | Badminton           | Doppio misto                             |
| Bronzo   | Xue Haifeng Jiang Lin Li Wenquan                                                                       | Tiro con l'arco     | Gara a squadre maschile                  |
| Bronzo   | Xu Yan                                                                                                 | Judo                | 57 kg femminile                          |
| Bronzo   | Hu Binyuan                                                                                             | Tiro                | Double trap maschile                     |
| Bronzo   | Pang Jiaying                                                                                           | Nuoto               | 200 m stile libero femminili             |
| Bronzo   | Zhao Jing Sun Ye Zhou Yafei Pang Jiaying Xu Tianlongzi                                                 | Nuoto               | Staffetta 4x100 me misti femminile       |
| Bronzo   | Zhou Chunxiu                                                                                           | Atletica leggera    | Maratona femminile                       |
| Bronzo   | Zhang Wenxiu                                                                                           | Atletica leggera    | Lancio del martello femminile            |
| Bronzo   | Yan Zi Zheng Jie                                                                                       | Tennis              | Doppio femminile                         |
| Bronzo   | Xu Lijia                                                                                               | Vela                | Laser Radial femminile                   |
| Bronzo   | Guo Shuang                                                                                             | Ciclismo            | Velocità femminile                       |
| Bronzo   | Guo Yue                                                                                                | Tennis tavolo       | Singolo femminile                        |
| Bronzo   | Wang Liqin                                                                                             | Tennis tavolo       | Singolo maschile                         |
| Bronzo   | Zhu Guo                                                                                                | Taekwondo           | 80 kg maschile                           |
| Bronzo   | Hanati Silamu                                                                                          | Pugilato            | Pesi welter                              |
| Bronzo   | Cina                                                                                                   | Pallavolo           | Torneo femminile                         |
| Bronzo   | Xue Chen Zhang Xi                                                                                      | Beach volley        | Torneo femminile                         |
| Bronzo   | Gu Beibei Huang Xuechen Jiang Tingting Jiang Wenwen Liu Ou Luo Qian Sun Qiuting Wang Na Zhang Xiaohuan | Nuoto sincronizzato | Gara a squadre                           |

### Medaglie per disciplina
| Sport               | Oro | Argento | Bronzo | Totale |
| ------------------- | --- | ------- | ------ | ------ |
| Ginnastica          | 11  | 2       | 5      | 18     |
| Sollevamento pesi   | 8   | 1       | 0      | 9      |
| Tuffi               | 7   | 1       | 3      | 11     |
| Tiro                | 5   | 2       | 1      | 8      |
| Tennis tavolo       | 4   | 2       | 2      | 8      |
| Badminton           | 3   | 2       | 3      | 8      |
| Judo                | 3   | 0       | 1      | 4      |
| Pugilato            | 2   | 1       | 1      | 4      |
| Nuoto               | 1   | 3       | 2      | 6      |
| Lotta               | 1   | 2       | 0      | 3      |
| Tiro con l'arco     | 1   | 1       | 1      | 3      |
| Canottaggio         | 1   | 1       | 0      | 2      |
| Scherma             | 1   | 1       | 0      | 2      |
| Taekwondo           | 1   | 0       | 1      | 2      |
| Vela                | 1   | 0       | 1      | 2      |
| Canoa/kayak         | 1   | 0       | 0      | 1      |
| Beach volley        | 0   | 1       | 1      | 2      |
| Hockey su prato     | 0   | 1       | 0      | 1      |
| Atletica leggera    | 0   | 0       | 2      | 2      |
| Ciclismo            | 0   | 0       | 1      | 1      |
| Tennis              | 0   | 0       | 1      | 1      |
| Nuoto sincronizzato | 0   | 0       | 1      | 1      |
| Pallavolo           | 0   | 0       | 1      | 1      |

### Plurimedagliati
| Atleta         | Sport           | Oro | Argento | Bronzo | Totale |
| -------------- | --------------- | --- | ------- | ------ | ------ |
| Zou Kai        | Ginnastica      | 3   | 0       | 0      | 3      |
| Yang Wei       | Ginnastica      | 2   | 1       | 0      | 3      |
| Chen Yibing    | Ginnastica      | 2   | 0       | 0      | 2      |
| Li Xiaopeng    | Ginnastica      | 2   | 0       | 0      | 2      |
| Xiao Qin       | Ginnastica      | 2   | 0       | 0      | 2      |
| He Kexin       | Ginnastica      | 2   | 0       | 0      | 2      |
| Guo Jingjing   | Tuffi           | 2   | 0       | 0      | 2      |
| Chen Ruolin    | Tuffi           | 2   | 0       | 0      | 2      |
| Zhang Yining   | Tennis tavolo   | 2   | 0       | 0      | 2      |
| Ma Lin         | Tennis tavolo   | 2   | 0       | 0      | 2      |
| Wang Nan       | Tennis tavolo   | 1   | 1       | 0      | 2      |
| Wang Hao       | Tennis tavolo   | 1   | 1       | 0      | 2      |
| Zhang Juanjuan | Tiro con l'arco | 1   | 1       | 0      | 2      |
| Cheng Fei      | Ginnastica      | 1   | 0       | 2      | 3      |
| Yang Yilin     | Ginnastica      | 1   | 0       | 2      | 3      |
| Qin Kai        | Tuffi           | 1   | 0       | 1      | 2      |
| Wu Minxia      | Tuffi           | 1   | 0       | 1      | 2      |
| Wang Xin       | Tuffi           | 1   | 0       | 1      | 2      |
| Guo Yue        | Tennis tavolo   | 1   | 0       | 1      | 2      |
| Wang Liqin     | Tennis tavolo   | 1   | 0       | 1      | 2      |
| Yu Yang        | Badminton       | 1   | 0       | 1      | 2      |
| Pang Jiaying   | Nuoto           | 0   | 1       | 2      | 3      |

## Atletica leggera

### Gare maschili
| Gara              | Atleta                                                          | Batterie     | Batterie     | Quarti  | Quarti | Semifinali | Semifinali | Finale       | Finale       |
| Gara              | Atleta                                                          | Tempo        | Pos.         | Tempo   | Pos.   | Tempo      | Pos.       | Tempo        | Pos.         |
| ----------------- | --------------------------------------------------------------- | ------------ | ------------ | ------- | ------ | ---------- | ---------- | ------------ | ------------ |
| 100 m             | Hu Kai                                                          | 10"39        | 4            | 10"40   | 8      |            |            |              |              |
| 200 m             | Zhang Peimeng                                                   | 21"06        | 7            |         |        |            |            |              |              |
| 400 m             | Liu Xiaosheng                                                   |              |              | 53"11   | 8      |            |            |              |              |
| 800 m             | Li Xiangyu                                                      |              |              | 1'48"44 | 5      |            |            |              |              |
| 110 m ostacoli    | Liu Xiang                                                       | non concluso | non concluso |         |        |            |            |              |              |
| 110 m ostacoli    | Shi Dongpeng                                                    | 13"53        | 2            | 13"42   | 3      | 13"42      | 5          |              |              |
| 110 m ostacoli    | Ji Wei                                                          | 13"57        | 3            | 13"80   | 6      |            |            |              |              |
| 400 m ostacoli    | Meng Yan                                                        |              |              | 49"73   | 5      |            |            |              |              |
| Staffetta 4x100 m | Wen Yongyi Liang Jiahong Lü Bin Xing Yanan Hu Kai Zhang Peimeng |              |              |         |        | 39"13      | 4          | squalificati | squalificati |

| Gara         | Atleta          | Tempo     | Posizione |
| ------------ | --------------- | --------- | --------- |
| Maratona     | Deng Haiyang    | 2h 16'17" | 25        |
| Maratona     | Li Zhuhong      | 2h 24'08" | 51        |
| Marcia 20 km | Wang Hao        | 1h 19'47" | 4         |
| Marcia 20 km | Chu Yafei       | 1h 21'17" | 10        |
| Marcia 20 km | Dong Jimin      | 1'24"34   | 30        |
| Marcia 50 km | Li Jianbo       | 3h 52'20" | 14        |
| Marcia 50 km | Zhao Chengliang | 3h 56'47" | 21        |
| Marcia 50 km | Si Tianfeng     | 3h 52'58" | 17        |

| Gara                   | Atleta         | Qualificazioni | Qualificazioni | Finale  | Finale |
| Gara                   | Atleta         | Misura         | Pos.           | Misura  | Pos.   |
| ---------------------- | -------------- | -------------- | -------------- | ------- | ------ |
| Salto in alto          | Huang Haiqiang | nessuna misura | -              |         |        |
| Salto con l'asta       | Liu Feiliang   | 5,55 m         | 20             |         |        |
| Salto in lungo         | Li Runrun      | 7,70 m         | 28             |         |        |
| Salto in lungo         | Zhou Can       | nessuna misura | -              |         |        |
| Salto triplo           | Zhong Minwei   | 15,59 m        | 36             |         |        |
| Salto triplo           | Gu Junjie      | 15,94 m        | 34             |         |        |
| Salto triplo           | Li Yanxi       | 17,30 m        | 3              | 16,77 m | 10     |
| Lancio del giavellotto | Chen Qi        | 73,50 m        | 23             |         |        |

| Prova                  | Qi Haifeng | Qi Haifeng | Qi Haifeng |
| Prova                  | Risultato  | Punti      | Pos.       |
| ---------------------- | ---------- | ---------- | ---------- |
| 100 metri              | 11"15      | 827        | 22         |
| Salto in lungo         | 7,22 m     | 866        | 16         |
| Getto del peso         | 13,40 m    | 692        | 32         |
| Salto in alto          | 1,93 m     | 740        | 23         |
| 400 metri              | 49"39      | 843        | 14         |
| 110 metri ostacoli     | 14,60 m    | 899        | 17         |
| Lancio del disco       | 46,46 m    | 797        | 9          |
| Salto con l'asta       | 4,30 m     | 702        | 19         |
| Lancio del giavellotto | 63,09 m    | 784        | 11         |
| 1500 metri             | 4'39"32    | 685        | 12         |
| Totale                 |            | 7835       | 18         |

### Gare femminili
| Gara              | Atleta                                                       | Batterie | Batterie | Quarti  | Quarti | Semifinali | Semifinali | Finale   | Finale |
| Gara              | Atleta                                                       | Tempo    | Pos.     | Tempo   | Pos.   | Tempo      | Pos.       | Tempo    | Pos.   |
| ----------------- | ------------------------------------------------------------ | -------- | -------- | ------- | ------ | ---------- | ---------- | -------- | ------ |
| 100 m             | Wang Jing                                                    | 11"87    | 5        |         |        |            |            |          |        |
| 1500 m            | Liu Qing                                                     |          |          | 4'09"27 | 9      |            |            |          |        |
| 5000 m            | Xue Fei                                                      |          |          |         |        | 15'13"25   | 9          | 16'09"84 | 13     |
| 5000 m            | Zhang Yingying                                               |          |          |         |        | 15'23"81   | 11         |          |        |
| 3000 siepi        | Li Zhenzhu                                                   |          |          |         |        | 10'04"05   | 13         |          |        |
| 3000 siepi        | Zhu Yanmei                                                   |          |          |         |        | 9'29"63    | 7          |          |        |
| 3000 siepi        | Zhao Yanni                                                   |          |          |         |        | 10'36"77   | 16         |          |        |
| Staffetta 4x100 m | Tao Yujia Chen Jue Han Ling Qin Wangping Wang Jing Jiang Lan |          |          |         |        | 43"78      | 4          |          |        |
| Staffetta 4x400 m | Chen Jingwen Han Ling Wang Jinping Tang Xiaoyin              |          |          |         |        | 3'30"77    | 8          |          |        |

| Gara         | Atleta         | Tempo        | Posizione    |
| ------------ | -------------- | ------------ | ------------ |
| 10000 m      | Zhang Yingying | 31'31"12     | 16           |
| 10000 m      | Bai Xue        | 32'20"27     | 21           |
| 10000 m      | Dong Xiaoqin   | 33'03"14     | 28           |
| Maratona     | Zhou Chunxiu   | 2h 27'07"    | Bronzo       |
| Maratona     | Zhu Xiaolin    | 2h 27'16"    | 4            |
| Maratona     | Zhang Shujing  | 2h 35'35"    | 41           |
| Marcia 20 km | Liu Hong       | 1h 27'17"    | 4            |
| Marcia 20 km | Yang Mingxia   | squalificata | squalificata |
| Marcia 20 km | Shi Na         | 1h 29'08"    | 13           |

| Gara                   | Atleta            | Qualificazioni | Qualificazioni | Finale  | Finale |
| Gara                   | Atleta            | Misura         | Pos.           | Misura  | Pos.   |
| ---------------------- | ----------------- | -------------- | -------------- | ------- | ------ |
| Salto in alto          | Zheng Xingjuan    | 1,89 m         | 22             |         |        |
| Salto con l'asta       | Gao Shuying       | 4,50 m         | 2              | 4,45 m  | 12     |
| Salto con l'asta       | Li Ling (astista) | 4,15 m         | 27             |         |        |
| Salto con l'asta       | Zhou Yang         | 4,15 m         | 25             |         |        |
| Salto triplo           | Xie Limei         | 14,27 m        | 10             | 14,09 m | 12     |
| Getto del peso         | Li Ling           | 18,60 m        | 10             | 17,94 m | 14     |
| Getto del peso         | Li Meiju          | 19,18 m        | 3              | 19,00 m | 8      |
| Getto del peso         | Gong Lijiao       | 19,46 m        | 2              | 19,20 m | 5      |
| Lancio del disco       | Song Aimin        | 61,67 m        | 8              | 62,20 m | 4      |
| Lancio del disco       | Ma Xuejun         | 58,45 m        | 23             |         |        |
| Lancio del disco       | Li Yanfeng        | 61,29 m        | 10             | 60,68 m | 7      |
| Lancio del martello    | Zhang Wenxiu      | 73,36 m        | 2              | 74,32 m | Bronzo |
| Lancio del martello    | Wang Zheng        | 65,65 m        | 32             |         |        |
| Lancio del giavellotto | Chang Chunfeng    | 58,42 m        | 18             |         |        |
| Lancio del giavellotto | Song Dan          | 54,32 m        | 42             |         |        |
| Lancio del giavellotto | Zhang Li          | 61,77 m        | 8              |         |        |

| Prova                  | Liu Haili | Liu Haili | Liu Haili |
| Prova                  | Risultato | Punti     | Pos.      |
| ---------------------- | --------- | --------- | --------- |
| 100 metri ostacoli     | 13"56     | 1041      | 11        |
| Salto in alto          | 1,77 m    | 941       | 20        |
| Getto del peso         | 12,71 m   | 708       | 28        |
| 200 metri              | 24"47     | 936       | 15        |
| Salto in lungo         | 6,08 m    | 874       | 19        |
| Lancio del giavellotto | 41,79 m   | 702       | 24        |
| 800 metri              | 2'18"84   | 839       | 24        |
| Totale                 |           | 6041      | 20        |

## Badminton
| Gara              | Atleta                   | Turno 1 | Sedicesimi                                       | Ottavi                                                              | Quarti                                                      | Semifinali                                                   | Finale                                                      |
| ----------------- | ------------------------ | ------- | ------------------------------------------------ | ------------------------------------------------------------------- | ----------------------------------------------------------- | ------------------------------------------------------------ | ----------------------------------------------------------- |
| Singolo maschile  | Bao Chunlai              | bye     | Kevin Cordón (Guatemala) 21-17, 21-16            | Przemysław Wacha (Polonia) 21-11, 19-21, 21-13                      | Lee Hyun-il (Corea del Sud) 21-23, 11-21                    |                                                              |                                                             |
| Singolo maschile  | Chen Jin                 | bye     | John Moody (Nuova Zelanda) 21-9, 21-11           | Erwin Kehlhoffner (Francia) 21-10, 21-6                             | Hsieh Yu-Hsing (Taipei cinese) 21-8, 21-14                  | Lin Dan (Cina) 12-21, 18-21                                  | Lee Hyun-il (Corea del Sud) 21-16, 12-21, 21-14             |
| Singolo maschile  | Lin Dan                  | bye     | Ng Wai (Hong Kong) 21-16, 21-13                  | Park Sung-hwan (Corea del Sud) 21-8, 21-11                          | Peter Gade (Danimarca) 21-13, 21-16                         | Chen Jin (Cina) 21-12, 21-18                                 | Lee Chong Wei (Malaysia) 21-12, 21-8                        |
| Doppio maschile   | Fu Haifeng Cai Yun       |         |                                                  | Jens Eriksen Martin Lundgaard Hansen (Danimarca) 21-12, 21-11       | Howard Bach Bob Malaythong (Stati Uniti) 21-9, 21-10        | Lee Jae-jin Hwang Ji-man (Corea del Sud) 22-20, 21-8         | Markis Kido Hendra Setiawan (Indonesia) 21-12, 11-21, 16-21 |
| Doppio maschile   | Guo Zhendong Xie Zhongbo |         |                                                  | Markis Kido Hendra Setiawan (Indonesia) 20-22, 21*-10, 17-21        |                                                             |                                                              |                                                             |
| Singolo femminile | Lu Lan                   | bye     | Karen Foo Kune (Mauritius) 21-1, 21-3            | Anna Rice (Canada) 21-7, 21-12                                      | Wong Mew Choo (Malaysia) 21-7, 29-27                        | Xie Xingfang (Cina) 21-7, 10-21, 12-21                       | Maria Kristin Yulianti (Indonesia) 21-11, 13-21, 15-21      |
| Singolo femminile | Xie Xingfang             | bye     | Cheng Shao-chieh (Taipei cinese) 21-1, 21-9      | Olga Konon (Bielorussia) 21-16, 21-15                               | Xu Huaiwen (Germania) 21-19, 22-20                          | Lu Lan (Cina) 21-10, 21-12                                   | Zhang Ning (Cina) 12-21, 21-10, 18-21                       |
| Singolo femminile | Zhang Ning               | bye     | Salakjit Ponsana (Thailandia) 21-23, 21-17, 21-7 | Jun Jae-youn (Corea del Sud) 21-11, 21-12                           | Pi Hongyan (Francia) 21-8, 19-21, 21-19                     | Maria Kristin Yulianti (Indonesia) 21-15, 21-15              | Xie Xingfang (Cina) 21-12, 10-21, 21-18                     |
| Doppio femminile  | Du Jing Yu Yang          |         |                                                  | Ha Jung-Eun Kim Min-Jung (Corea del Sud) 21-11, 16-21, 21-15        | Kumiko Ogura Reiko Shiota (Giappone) 21-8, 21-5             | Zhang Yawen Wei Yili (Cina) 21-19, 21-12                     | Lee Kyung-won Lee Hyo-jung (Corea del Sud) 21-15, 21-13     |
| Doppio femminile  | Yang Wei Zhang Jiewen    |         |                                                  | Lilyana Natsir Vita Marissa (Indonesia) 21-19, 21-15                | Miyuki Maeda Satoko Suetsuna (Giappone) 21-8, 21-23, 14-21  |                                                              |                                                             |
| Doppio femminile  | Zhang Yawen Wei Yili     |         |                                                  | Lena Frier Kristiansen Kamilla Rytter Juhl (Danimarca) 21-19, 21-13 | Chien Yu Chin Cheng Wen-Hsing (Taipei cinese) 21-14, 21-18  | Du Jing Yu Yang (Cina) 19-21, 12-21                          | Miyuki Maeda Satoko Suetsuna (Giappone) 21-17, 21-10        |
| Doppio misto      | He Hanbin Yu Yang        |         |                                                  | Anthony Clark Donna Kellogg (Gran Bretagna) 21-15, 21-8             | Robert Mateusiak Nadieżda Kostiuczyk (Polonia) 22-20, 23-21 | Nova Widianto Lilyana Natsir (Indonesia) 21-15, 11-21, 21-23 | Flandy Limpele Vita Marissa (Indonesia) 19-12, 21-17, 23-21 |
| Doppio misto      | Zheng Bo Gao Ling        |         |                                                  | Nathan Robertson Gail Emms (Gran Bretagna) 16-21, 21-16, 19-21      |                                                             |                                                              |                                                             |

## Baseball

### Squadra
- Bu Tao (lanciatore)
- Chen Junyi (lanciatore)
- Chen Kun (lanciatore)
- Guo Youhua (lanciatore)
- Li Chenhao (lanciatore)
- Li Weiliang (lanciatore)
- Liu Kai (lanciatore)
- Lu Jiangang (lanciatore)
- Sun Guoqiang (lanciatore)
- Wang Nan (lanciatore)
- Xu Zheng (lanciatore)
- Zhang Li (lanciatore)
- Wang Wei (ricevitore)
- Yang Yang (ricevitore)
- Jia Yubing (interno)
- Zhang Yufeng (interno)
- Sun Wei (interno)
- Hou Fenglian (interno)
- Jia Delong (interno)
- Feng Fei (esterno)
- Li Lei (esterno)
- Sun Lingfeng (esterno)
- Wang Chao (esterno)
- Zhang Hongbo (esterno)

### Prima fase
| Data      | Ora locale | Partita       | Partita         | Partita       |
| --------- | ---------- | ------------- | --------------- | ------------- |
| 13 agosto | 11.30      | Cina          | 0-10 (8 inning) | Canada        |
| 17 agosto | 11.30      | Corea del Sud | 1-0             | Cina          |
| 15 agosto | 10.30      | Cina          | 8-7 (12 inning) | Taipei cinese |
| 16 agosto | 18.00      | Cina          | 4-6             | Paesi Bassi   |
| 18 agosto | 19.00      | Stati Uniti   | 9-1             | Cina          |
| 19 agosto | 18.00      | Giappone      | 10-0            | Cina          |
| 20 agosto | 10.30      | Cuba          | 17-1 (7 inning) | Cina          |

|  | Qualificate alle semifinali |
|  | Eliminate                   |

| Squadra       | Gioc | Vinte | Perse | Pt.fat | Pt.sub | Perc  |
| ------------- | ---- | ----- | ----- | ------ | ------ | ----- |
| Corea del Sud | 7    | 7     | 0     | 41     | 22     | 1.000 |
| Cuba          | 7    | 6     | 1     | 52     | 23     | .857  |
| Stati Uniti   | 7    | 5     | 2     | 40     | 22     | .714  |
| Giappone      | 7    | 4     | 3     | 36     | 14     | .571  |
| Taipei cinese | 7    | 2     | 5     | 29     | 33     | .286  |
| Canada        | 7    | 2     | 5     | 29     | 20     | .286  |
| Paesi Bassi   | 7    | 1     | 6     | 9      | 50     | .143  |
| Cina          | 7    | 1     | 6     | 14     | 60     | .143  |

## Beach volley

### Torneo maschile
La Cina è stata rappresentata dalla coppia formata da Xu Linyin e Wu Penggen.

#### Prima fase
| 10 agosto | 10.00 | Xu - Wu | 2-0 (21-16, 21-15)        | Gosch - Horst    | Beach Volleyball Ground |
| 12 agosto | 10:00 | Xu - Wu | 2-1 (15-21, 21-11, 15-13) | Kais Kr. - Vesik | Beach Volleyball Ground |
| 14 agosto | 16:00 | Xu - Wu | 2-0 (21-13, 21-15)        | Herrera - Mesa   | Beach Volleyball Ground |

| posiz | squadra                    | G | V | P | Sv | Sp | Pf  | Ps  | Pts |
| ----- | -------------------------- | - | - | - | -- | -- | --- | --- | --- |
| 1     | Xu - Wu (Cina)             | 3 | 3 | 0 | 6  | 1  | 135 | 104 | 6   |
| 2     | Herrera - Mesa (Spagna)    | 3 | 2 | 1 | 4  | 2  | 114 | 107 | 5   |
| 3     | Gosch - Horst (Austria)    | 3 | 1 | 2 | 2  | 5  | 111 | 133 | 4   |
| 4     | Kais Kr. - Vesik (Estonia) | 3 | 0 | 3 | 2  | 6  | 133 | 149 | 3   |

#### Seconda fase
| Ottavi di finale | Ottavi di finale | Ottavi di finale | Ottavi di finale   | Ottavi di finale   | Ottavi di finale        |
| ---------------- | ---------------- | ---------------- | ------------------ | ------------------ | ----------------------- |
| 16 agosto        | 10.00            | Xu - Wu          | 0-2 (15-21, 18-21) | Klemperer - Koreng | Beach Volleyball Ground |

### Torneo femminile
La Cina è stata rappresentata da due coppie: la prima formata da Tian Jia e Wang Jie, la seconda da Xue Chen e Zhang Xi.

#### Prima fase
Gruppo A
| 9 agosto  | 11.00 | Tian Jia - Wang | 2-0 (21-12, 21-18)        | Kuhn - Schwer       | Beach Volleyball Ground |
| 11 agosto | 11:00 | Tian Jia - Wang | 2-1 (18-21, 21-19, 15-13) | Van Breedam - Mouha | Beach Volleyball Ground |
| 13 agosto | 11:00 | Tian Jia - Wang | 2-1 (17-21, 21-14, 15-8)  | Maaseide - Glesnes  | Beach Volleyball Ground |

| posiz | squadra                       | G | W | P | Sv | Sp | Pf  | Ps  | Pts |
| ----- | ----------------------------- | - | - | - | -- | -- | --- | --- | --- |
| 1     | Tian Jia - Wang (Cina)        | 3 | 3 | 0 | 6  | 2  | 146 | 126 | 6   |
| 2     | Maaseide - Glesnes (Norvegia) | 3 | 2 | 1 | 5  | 2  | 130 | 121 | 5   |
| 3     | Van Breedam - Mouha (Belgio)  | 3 | 1 | 2 | 3  | 4  | 135 | 134 | 4   |
| 4     | Kuhn - Schwer (Svizzera)      | 3 | 0 | 3 | 0  | 6  | 93  | 126 | 3   |

Gruppo D
| 10 agosto | 19.00 | Xue - Zhang Xi | 2-1 (21-18, 19-21, 15-12) | Koutroumanidou - Tsiartsiani | Beach Volleyball Ground |
| 12 agosto | 19:00 | Xue - Zhang Xi | 2-0 (21-14, 21-18)        | Goller - Ludwig              | Beach Volleyball Ground |
| 14 agosto | 10:00 | Xue - Zhang Xi | 2-0 (21-13, 21-9)         | Augoustides - Nel            | Beach Volleyball Ground |

| posiz | squadra                               | G | W | P | Sv | Sp | Pf  | Ps  | Pts |
| ----- | ------------------------------------- | - | - | - | -- | -- | --- | --- | --- |
| 1     | Xue - Zhang Xi (Cina)                 | 3 | 3 | 0 | 6  | 1  | 139 | 105 | 6   |
| 2     | Goller - Ludwig (Germania)            | 3 | 2 | 1 | 4  | 2  | 119 | 102 | 5   |
| 3     | Koutroumanidou - Tsiartsiani (Grecia) | 3 | 1 | 2 | 3  | 4  | 127 | 120 | 4   |
| 4     | Augoustides - Nel (Sudafrica)         | 3 | 0 | 3 | 0  | 6  | 68  | 126 | 3   |

#### Seconda fase
| Ottavi di finale     | Ottavi di finale | Ottavi di finale            | Ottavi di finale         | Ottavi di finale      | Ottavi di finale        |
| -------------------- | ---------------- | --------------------------- | ------------------------ | --------------------- | ----------------------- |
| 15 agosto            | 19.00            | Esteves Ribalta - M. Crespo | 0-2 (19-21, 13-21)       | Xue - Zhang Xi        | Beach Volleyball Ground |
| 15 agosto            | 11.00            | Tian Jia - Wang             | 2-0 (21-13, 21-15)       | Hakedal - Torlen      | Beach Volleyball Ground |
| Quarti di finale     |                  |                             |                          |                       |                         |
| 17 agosto            | 11.00            | Tian Jia - Wang             | 2-0 (21-12, 21-12)       | Schwaiger - Schwaiger | Beach Volleyball Ground |
| 17 agosto            | 20.00            | Branagh - Youngs            | 0-2 (17-21, 13-21)       | Xue - Zhang Xi        | Beach Volleyball Ground |
| Semifinali           |                  |                             |                          |                       |                         |
| 19 agosto            | 10.00            | Tian Jia - Wang             | 2-1 (22-24, 29-27, 15-8) | Xue - Zhang Xi        | Beach Volleyball Ground |
| Finale per il bronzo |                  |                             |                          |                       |                         |
| 21 agosto            | 09.00            | Xue - Zhang Xi              | 2-0 (21-19, 21-17)       | Talita - Renata       | Beach Volleyball Ground |
| Finale               |                  |                             |                          |                       |                         |
| 21 agosto            | 11.00            | Tian Jia - Wang             | 0-2 (18-21, 18-21)       | Walsh - May-Treanor   | Beach Volleyball Ground |

## Calcio

### Torneo maschile

#### Squadra
Allenatore:  Yin Tiesheng
| N. | Pos. | Giocatore      | Data nascita (età)     | Pres. | Reti | Squadra           |
| -- | ---- | -------------- | ---------------------- | ----- | ---- | ----------------- |
| 1  | P    | Qiu Shengjiong | 1º settembre 1985 (22) |       |      | Shanghai Shenhua  |
| 2  | D    | Tan Wangsong   | 19 dicembre 1985 (22)  |       |      | Tianjin Teda      |
| 3  | D    | Feng Xiaoting  | 22 ottobre 1985 (22)   |       |      | Dalian Haichang   |
| 4  | D    | Yuan Weiwei    | 25 novembre 1985 (22)  |       |      | Shandong Luneng   |
| 5  | D    | Li Weifeng     | 26 gennaio 1978 (30)   |       |      | Shanghai Shenhua  |
| 6  | C    | Zhou Haibin    | 19 luglio 1985 (23)    |       |      | Shandong Luneng   |
| 7  | C    | Hao Junmin     | 24 marzo 1987 (21)     |       |      | Tianjin Teda      |
| 8  | C    | Zheng Zhi      | 20 agosto 1980 (27)    |       |      | Charlton Athletic |
| 9  | A    | Gao Lin        | 14 febbraio 1986 (22)  |       |      | Shanghai Shenhua  |
| 10 | A    | Han Peng       | 13 settembre 1983 (24) |       |      | Shandong Luneng   |
| 12 | C    | Cui Peng       | 31 maggio 1987 (21)    |       |      | Shandong Luneng   |
| 13 | C    | Shen Longyuan  | 2 marzo 1985 (23)      |       |      | Shanghai Shenhua  |
| 14 | D    | Wan Houliang   | 25 febbraio 1986 (22)  |       |      | Shaanxi Baorong   |
| 15 | A    | Jiang Ning     | 1º settembre 1986 (21) |       |      | Qingdao Jonoon    |
| 16 | D    | Zhao Xuri      | 3 dicembre 1985 (22)   |       |      | Dalian Haichang   |
| 17 | A    | Dong Fangzhuo  | 10 aprile 1985 (23)    |       |      | Manchester Utd    |
| 18 | P    | Liu Zhenli     | 26 giugno 1985 (23)    |       |      | Qingdao Jonoon    |
| 20 | A    | Zhu Ting       | 15 luglio 1985 (23)    |       |      | Dalian Haichang   |

#### Prima fase
| Arbitro: | Vázquez |

|          |           |             |
| Dong 88’ | Marcatori | 53’ Brockie |

| Arbitro: | Baldassi |

|                         |           |  |
| Dembélé 8’ Mirallas 80’ | Marcatori |  |

| Arbitro: | Damon |

|  |           |                                 |
|  | Marcatori | 18’ Diego 69’, 73’ Thiago Neves |

| Squadra       | P.ti | G | V | N | P | GF | GS | DR |
| ------------- | ---- | - | - | - | - | -- | -- | -- |
| Brasile       | 9    | 3 | 3 | 0 | 0 | 9  | 0  | +9 |
| Belgio        | 6    | 3 | 2 | 0 | 1 | 3  | 1  | +2 |
| Cina          | 1    | 3 | 0 | 1 | 2 | 1  | 6  | -5 |
| Nuova Zelanda | 1    | 3 | 0 | 1 | 2 | 1  | 7  | -6 |

### Torneo femminile

#### Squadra
Allenatore:  Shang Ruihua
| N. | Pos. | Giocatore    | Data nascita (età)    | Pres. | Reti | Squadra            |
| -- | ---- | ------------ | --------------------- | ----- | ---- | ------------------ |
| 1  | P    | Zhang Yanru  | 10 gennaio 1987 (21)  |       |      | Jiangsu Huatai     |
| 2  | D    | Yuan Fan     | 6 novembre 1986 (21)  |       |      | Shanghai Shenhua   |
| 3  | D    | Li Jie       | 8 luglio 1979 (29)    |       |      | Beijing Zhaotai    |
| 4  | D    | Zhang Ying   | 27 giugno 1985 (23)   |       |      | Shanghai Shenhua   |
| 5  | D    | Weng Xinzhi  | 25 giugno 1988 (20)   |       |      | Jiangsu Huatai     |
| 6  | C    | Zhang Na     | 10 marzo 1984 (24)    |       |      | Hebei Huabei       |
| 7  | C    | Bi Yan       | 17 febbraio 1984 (24) |       |      | Dalian Haichang    |
| 8  | A    | Xu Yuan      | 17 novembre 1985 (23) |       |      | Gansu Tianma       |
| 9  | A    | Han Duan     | 15 giugno 1983 (25)   |       |      | Dalian Haichang    |
| 10 | A    | Liu Sa       | 11 luglio 1987 (21)   |       |      | Beijing Zhaotai    |
| 11 | D    | Pu Wei       | 20 agosto 1980 (27)   |       |      | Shanghai Shenhua   |
| 12 | C    | Lou Jiahui   | 29 maggio 1991 (17)   |       |      | Henan Jianye       |
| 13 | D    | Jiang Shuai  | 7 giugno 1982 (26)    |       |      | Tianjin Huisen     |
| 14 | D    | Liu Huan     | 17 maggio 1981 (27)   |       |      | Shaanxi Guoli      |
| 15 | D    | Zhou Gaoping | 20 ottobre 1986 (21)  |       |      | Jiangsu Huatai     |
| 16 | C    | Wang Dandan  | 1º maggio 1985 (23)   |       |      | Beijing Chengjiang |
| 17 | C    | Gu Yasha     | 28 novembre 1990 (17) |       |      | Beijing Chengjiang |
| 18 | P    | Han Wenxia   | 23 agosto 1976 (31)   |       |      | Dalian Haichang    |

#### Prima fase
| Arbitro: | Hong |

|                  |           |             |
| Xu 6’ Han D. 72’ | Marcatori | 38’ Schelin |

| Arbitro: | Damková |

|              |           |        |
| Sinclair 34’ | Marcatori | 36’ Xu |

| Arbitro: | Petignat |

|                            |           |  |
| Quinones 52’ (aut.) Gu 90’ | Marcatori |  |

| Squadra   | P.ti | G | V | N | P | GF | GS | DR |
| --------- | ---- | - | - | - | - | -- | -- | -- |
| Cina      | 7    | 3 | 2 | 1 | 0 | 5  | 2  | +3 |
| Svezia    | 6    | 3 | 2 | 1 | 1 | 3  | 3  | 0  |
| Canada    | 4    | 3 | 1 | 1 | 1 | 4  | 4  | 0  |
| Argentina | 0    | 3 | 0 | 0 | 3 | 1  | 5  | -4 |

#### Seconda fase
Quarti di finale
| Arbitro: | Beck |

|  |           |                       |
|  | Marcatori | 15’ Sawa 80’ Nagasato |

## Canoa/kayak
| Gara      | Atleta                                | Batterie | Batterie | Semifinali | Semifinali | Finale   | Finale |
| Gara      | Atleta                                | Tempo    | Pos.     | Tempo      | Pos.       | Tempo    | Pos.   |
| --------- | ------------------------------------- | -------- | -------- | ---------- | ---------- | -------- | ------ |
| C1 500 m  | Li Qiang                              | 1'49"164 | 2        | 1'52"887   | 3          | 1'49"287 | 6      |
| C2 500 m  | Meng Guanliang Yang Wenjun            | 1'41"218 | 1        | bye        | bye        | 1'41"025 | Oro    |
| C2 1000 m | Chen Zhongyun Zhang Zhiwu             | 3'41"658 | 4        | 3'42"619   | 3          | 3'40"593 | 5      |
| K1 500 m  | Pan Yao                               | 1'44"757 | 6        | 1'55"242   | 8          |          |        |
| K1 1000 m | Pan Yao                               | 3'40"774 | 5        | 3'41"539   | 6          |          |        |
| K2 500 m  | Huang Zhipeng Shen Jie                | 1'34"432 | 8        |            |            |          |        |
| K2 1000 m | Huang Zhipeng Shen Jie                | 3'26"443 | 5        | 3'24"031   | 3          | 3'22"058 | 8      |
| K4 1000 m | Li Zhen Lin Miao Liu Haitao Zhou Peng | 2'59"271 | 4        | 3'01"787   | 2          | 3'00"078 | 7      |

| Gara     | Atleta                                         | Batterie | Batterie | Semifinali | Semifinali | Finale   | Finale |
| Gara     | Atleta                                         | Tempo    | Pos.     | Tempo      | Pos.       | Tempo    | Pos.   |
| -------- | ---------------------------------------------- | -------- | -------- | ---------- | ---------- | -------- | ------ |
| K1 500 m | Zhong Hongyan                                  | 1'49"440 | 2        | 1'53"163   | 1          | 1'52"220 | 5      |
| K2 500 m | Wang Feng Xu Linbei                            | 1'47"645 | 8        |            |            |          |        |
| K4 500 m | Liang Peixing Xu Yaping Yu Lamei Zhong Hongyan | 1'36"971 | 2        | bye        | bye        | 1'37"418 | 9      |

| Gara         | Atleta                 | Preliminari | Preliminari | Preliminari | Preliminari | Semifinali | Semifinali | Finale | Finale | Finale | Finale |
| Gara         | Atleta                 | Manche 1    | Manche 2    | Totale      | Pos.        | Tempo      | Pos.       | Tempo  | Pos.   | Totale | Pos.   |
| ------------ | ---------------------- | ----------- | ----------- | ----------- | ----------- | ---------- | ---------- | ------ | ------ | ------ | ------ |
| C1 maschile  | Feng Liming            | 91"44       | 90"55       | 181"99      | 11          | 94"64      | 11         |        |        |        |        |
| C2 maschile  | Hu Minghai Shu Junrong | 97"30       | 93"34       | 190"64      | 3           | 160"08     | 10         |        |        |        |        |
| K1 maschile  | Ding Fuxue             | 87"47       | 140"92      | 228"39      | 21          |            |            |        |        |        |        |
| K1 femminile | Li Jingjing            | 94"30       | 93"26       | 187"56      | 2           | 161"79     | 13         |        |        |        |        |

## Canottaggio
| Gara                     | Atleta | Batterie | Batterie | Quarti/ Ripescaggi | Quarti/ Ripescaggi | Semifinali | Semifinali | Finale  | Finale       |
| Gara                     | Atleta | Tempo    | Pos.     | Tempo              | Pos.               | Tempo      | Pos.       | Tempo   | Pos.         |
| ------------------------ | --- | -------- | -------- | ------------------ | ------------------ | ---------- | ---------- | ------- | ------------ |
| 2 di coppia pesi leggeri | Zhang Guolin Sun Jie                                                                                                   | 6'17"62  | 2        | bye                | bye                | 6'29"29    | 3          | 6'16"69 | 5            |
| 4 senza                  | Zhang Xingbo Zhao Linquan Guo Kang Song Kai                                                                            | 6'09"64  | 4        | 6'02"37            | 4                  |            |            |         |              |
| 4 senza pesi leggeri     | Huang Zhongming Wu Chongkui Zhang Lin Tian Jun                                                                         | 5'51"30  | 1        | bye                | bye                | 6'12"55    | 5          | 6'04"48 | 2 (finale B) |
| Otto                     | Zhang Dechang Qu Xiaoming Wang Jingfeng Liu Zhen Zhou Yinan Zhang Shunyin Zheng Chuanqi Zhang Yongqiang Wang Xiangdang | 5'35"09  | 3        | 5'42"97            | 5                  |            |            | 5'34"59 | 1 (finale B) |

| Gara                     | Atleta                                     | Batterie | Batterie | Quarti/ Ripescaggi | Quarti/ Ripescaggi | Semifinali | Semifinali | Finale  | Finale  |
| Gara                     | Atleta                                     | Tempo    | Pos.     | Tempo              | Pos.               | Tempo      | Pos.       | Tempo   | Pos.    |
| ------------------------ | ------------------------------------------ | -------- | -------- | ------------------ | ------------------ | ---------- | ---------- | ------- | ------- |
| Singolo                  | Zhang Xiuyun                               | 7'38"16  | 1        | 7'23"30            | 2                  | 7'31"33    | 1          | 7'25"48 | 4       |
| 2 senza                  | Wu You Gao Yulan                           | 7'32"50  | 3        | 7'23"71            | 1                  |            |            | 7'22"28 | Argento |
| 2 di coppia              | Li Qin Tian Liang                          | 7'03"13  | 1        | bye                | bye                |            |            | 7'15"85 | 4       |
| 2 di coppia pesi leggeri | Xu Dongxiang Yu Hua                        | 6'57"58  | 1        | bye                | bye                | 7'11"59    | 2          | 7'01"90 | 5       |
| 4 di coppia              | Tang Bin Jin Ziwei Xi Aihua Zhang Yangyang | 6'11"831 | 2        | bye                | bye                |            |            | 6'16"06 | Oro     |

## Ciclismo

### BMX
| Gara          | Atleta   | Qualificazione | Qualificazione | Quarti | Quarti | Semifinali | Semifinali | Finale | Finale |
| Gara          | Atleta   | Tempo          | Pos.           | Punti  | Pos.   | Punti      | Pos.       | Tempo  | Pos.   |
| ------------- | -------- | -------------- | -------------- | ------ | ------ | ---------- | ---------- | ------ | ------ |
| BMX femminile | Ma Liyun | 42"015         | 16             |        |        | 18         | 7          |        |        |

### Su pista
| Maschile         | Zhang Lei                     | 10"497 | 16 | Stefan Nimke (Germania) Perso (10"828) Terzo nei ripescaggi |                                               |                                                   |                             |                               |
| Femminile        | Guo Shuang                    | 11"106 | 2  |                                                             | Svetlana Grankovskaja (Russia) Vinto (11"410) | Natallia Tsylinskaya (Bielorussia) Vinto (11"501) | Anna Meares (Australia) 1-2 | Willy Kanis (Paesi Bassi) 2-0 |
| Squadre maschile | Li Wenhao Zhang Lei Feng Yong | 45"556 | 9  |                                                             |                                               |                                                   |                             |                               |

| Gara                    | Atleta | Punti | Pos. |
| ----------------------- | ------ | ----- | ---- |
| Corsa a punti femminile | Li Yan | 6     | 10   |

| Atleta    | Preliminari | Ripescaggi | Semifinale | Finale |
| --------- | ----------- | ---------- | ---------- | ------ |
| Feng Yong | 6           | 3          |            |        |

### Su strada e Cross country
| Gara                     | Atleta        | Tempo        | Posizione    |
| ------------------------ | ------------- | ------------ | ------------ |
| Corsa in linea maschile  | Zhang Liang   | non concluso | non concluso |
| Corsa in linea femminile | Gao Min       | 3h 32'52"    | 16           |
| Corsa in linea femminile | Meng Lang     | 3h 27'42"    | 48           |
| Cronometro femminile     | Gao Min       | 37'15"       | 17           |
| Cronometro femminile     | Meng Lang     | 40'51"       | 25           |
| Cross country maschile   | Ji Jianhua    | 1h 57'31"    | 22           |
| Cross country femminile  | Liu Ying      | 1h 52'01"    | 12           |
| Cross country femminile  | Ren Chengyuan | 1h 47'40"    | 5            |

## Equitazione
| Gara        | Atleta        | Cavallo | Dressage | Cross country | Salto | Salto di finale | Totale | Posizione |
| ----------- | ------------- | ------- | -------- | ------------- | ----- | --------------- | ------ | --------- |
| Individuale | Alex Hua Tian | Chico   | 49,60    | eliminato     |       |                 |        |           |

| Gara        | Atleta   | Cavallo   | Test   | Test | Special test | Special test | Freestyle | Freestyle | Totale | Totale |
| Gara        | Atleta   | Cavallo   | Punti  | Pos. | Punti        | Pos.         | Punti     | Pos.      | Punti  | Pos.   |
| ----------- | -------- | --------- | ------ | ---- | ------------ | ------------ | --------- | --------- | ------ | ------ |
| Individuale | Liu Lina | Piroschka | 60,625 | 41   |              |              |           |           |        |        |

| Gara        | Atleta                                          | Cavallo             | Qualificazioni | Qualificazioni | Qualificazioni | Qualificazioni | Qualificazioni | Qualificazioni | Finale  | Finale  | Finale  | Finale  | Finale | Finale |
| Gara        | Atleta                                          | Cavallo             | Turno 1        | Turno 1        | Turno 2        | Turno 2        | Turno 3        | Turno 3        | Turno A | Turno A | Turno B | Turno B | Totale | Totale |
| Gara        | Atleta                                          | Cavallo             | Pen.           | Pos.           | Pen.           | Pos.           | Pen.           | Pos.           | Pen.    | Pos.    | Pen.    | Pos.    | Pen.   | Pos.   |
| ----------- | ----------------------------------------------- | ------------------- | -------------- | -------------- | -------------- | -------------- | -------------- | -------------- | ------- | ------- | ------- | ------- | ------ | ------ |
| Individuale | Huang Zuping                                    | Pablo II            | 10             | 56             | 36             | 66             |                |                |         |         |         |         |        |        |
| Individuale | Li Zhenqiang                                    | Jumpy Des Fontaines | 9              | 52             | 39             | 67             |                |                |         |         |         |         |        |        |
| Individuale | Zhang Bin                                       | Coertis             | 30             | 74             | 31             | 69             |                |                |         |         |         |         |        |        |
| Individuale | Zhao Zhiwen                                     | Tadonia             | 17             | 69             | 32             | 68             |                |                |         |         |         |         |        |        |
| Squadre     | Huang Zuping Li Zhenqiang Zhang Bin Zhao Zhiwen | v. sopra            |                |                |                |                |                |                | 99      | 15      |         |         |        |        |

## Ginnastica

### Ginnastica artistica
| Gara                         | Atleta                                                            | Corpo libero | Cavallo | Anelli | Volteggio | Parallele | Sbarra | Trave  | Totale  | Posizione | Finali                                |
| ---------------------------- | ----------------------------------------------------------------- | ------------ | ------- | ------ | --------- | --------- | ------ | ------ | ------- | --------- | ------------------------------------- |
| Qualificazioni maschili      | Chen Yibing                                                       | 14,725       | 14,475  | 16,525 | 16,275    | 15,075    | 14,525 |        | 91,600  | 9         | concorso individuale, anelli          |
| Qualificazioni maschili      | Huang Xu                                                          | -            | 15,300  | 15,300 | -         | 16,075    | -      |        | 46,675  | 73        | parallele                             |
| Qualificazioni maschili      | Li Xiaopeng                                                       | 15,100       | -       | 14,800 | 16,775    | 16,425    | 15,400 |        | 78,500  | 45        | parallele                             |
| Qualificazioni maschili      | Xiao Qin                                                          | 14,375       | 16,000  | -      | 15,725    | 15,450    | 15,150 |        | 76,700  | 46        | cavallo                               |
| Qualificazioni maschili      | Yang Wei                                                          | 15,400       | 15,425  | 16,225 | 16,550    | 15,350    | 14,925 |        | 93,875  | 1         | concorso individuale, cavallo, anelli |
| Qualificazioni maschili      | Zou Kai                                                           | 15,700       | -       | -      | 15,700    | -         | 15,600 |        | 47,000  | 72        | corpo libero, sbarra                  |
| Concorso a squadre maschile  | Chen Yibing Huang Xu Li Xiaopeng Xiao Qin Yang Wei Zou Kai        | 60,925       | 61,200  | 62,850 | 65,325    | 63,300    | 61,075 |        | 374,675 | 1         | sì                                    |
| Qualificazioni femminili     | Cheng Fei                                                         | 15,750       |         |        | 16,150    | -         |        | 15,750 | 47,775  | 63        | corpo libero, volteggio, trave        |
| Qualificazioni femminili     | Deng Linlin                                                       | 14,950       |         |        | 15,225    | 14,725    |        | 15,550 | 60,450  | 9         | nessuna                               |
| Qualificazioni femminili     | He Kexin                                                          | -            |         |        | 15,250    | 15,725    |        | -      | 60,975  | 80        | parallele                             |
| Qualificazioni femminili     | Jiang Yuyan                                                       | 15,050       |         |        | 14,775    | 15,550    |        | 15,250 | 60,625  | 7         | concorso individuale, corpo libero    |
| Qualificazioni femminili     | Li Shanshan                                                       | 14,200       |         |        | -         | -         |        | 16,125 | 30,325  | 83        | trave                                 |
| Qualificazioni femminili     | Yang Yilin                                                        | 15,000       |         |        | 15,200    | 16,650    |        | 15,500 | 62,350  | 3         | concorso individuale, parallele       |
| Concorso a squadre femminile | Cheng Fei Deng Linlin He Kexin Jiang Yuyan Li Shanshan Yang Yilin | 60,750       |         |        | 61,825    | 62,650    |        | 63,050 | 248,275 | 1         | sì                                    |

| Gara                  | Atleta                                                     | Punteggio | Posizione |
| --------------------- | ---------------------------------------------------------- | --------- | --------- |
| Concorso individuale  | Yang Wei                                                   | 94,575    | Argento   |
| Concorso individuale  | Chen Yibing                                                | 74,225    | 24        |
| Corpo libero          | Zou Kai                                                    | 16,050    | Oro       |
| Cavallo               | Yang Wei                                                   | 15,450    | 4         |
| Cavallo               | Xiao Qin                                                   | 15,875    | Oro       |
| Anelli                | Yang Wei                                                   | 16,425    | Argento   |
| Anelli                | Chen Yibing                                                | 16,600    | Oro       |
| Parallele simmetriche | Li Xiaopeng                                                | 16,450    | Oro       |
| Parallele simmetriche | Huang Xu                                                   | 15,700    | 6         |
| Sbarra                | Zou Kai                                                    | 16,200    | Argento   |
| Concorso a squadre    | Chen Yibing Huang Xu Li Xiaopeng Xiao Qin Yang Wei Zou Kai | 286,125   | Oro       |

| Gara                   | Atleta                                                            | Punteggio | Posizione |
| ---------------------- | ----------------------------------------------------------------- | --------- | --------- |
| Concorso individuale   | Yang Yilin                                                        | 62,650    | Bronzo    |
| Concorso individuale   | Jiang Yuyuan                                                      | 60,900    | 6         |
| Corpo libero           | Cheng Fei                                                         | 14,550    | 7         |
| Corpo libero           | Jiang Yuyuan                                                      | 15,350    | 4         |
| Volteggio              | Cheng Fei                                                         | 15,852    | Bronzo    |
| Parallele asimmetriche | Yang Yilin                                                        | 16,650    | Bronzo    |
| Parallele asimmetriche | He Kexin                                                          | 16,725    | Oro       |
| Trave                  | Cheng Fei                                                         | 15,950    | Bronzo    |
| Trave                  | Li Shanshan                                                       | 15,300    | 6         |
| Concorso a squadre     | Cheng Fei Deng Linlin He Kexin Jiang Yuyan Li Shanshan Yang Yilin | 188,900   | Oro       |

### Ginnastica ritmica
| Atleta      | Qualificazioni | Qualificazioni | Qualificazioni | Qualificazioni | Qualificazioni | Qualificazioni | Finale | Finale  | Finale | Finale | Finale | Finale |
| Atleta      | Corda          | Cerchio        | Clavi          | Palla          | Totale         | Pos.           | Corda  | Cerchio | Clavi  | Palla  | Totale | Pos.   |
| ----------- | -------------- | -------------- | -------------- | -------------- | -------------- | -------------- | ------ | ------- | ------ | ------ | ------ | ------ |
| Li Hongyang | 16,675         | 16,425         | 16,375         | 16,475         | 65,950         | 13             |        |         |        |        |        |        |

| Cai Tongtong Chou Tao Lü Yuanyang Sui Jianshuang Sun Dan Zhang Shuo | 17,300 | 17,225 | 34,525 | 3 | 17,525 | 17,650 | 35,225 | Argento |

### Trampolino
| Gara                 | Atleta         | Qualificazioni | Qualificazioni | Finale | Finale |
| Gara                 | Atleta         | Punti          | Pos.           | Punti  | Pos.   |
| -------------------- | -------------- | -------------- | -------------- | ------ | ------ |
| Trampolino maschile  | Dong Dong      | 71,7           | 1              | 40,6   | Bronzo |
| Trampolino maschile  | Lu Chunlong    | 72,4           | 1              | 41,0   | Oro    |
| Trampolino femminile | He Wenna       | 67,2           | 1              | 37,8   | Oro    |
| Trampolino femminile | Huang Shanshan | 59,0           | 14             |        |        |

## Hockey su prato

### Torneo maschile
La nazionale cinese ha partecipato ai Giochi in quanto nazione ospitante.

#### Squadra
La squadra era formata da:
- Sun Tianjun
- Luo Fangming
- De Yunze
- Jiang Xishang
- Song Yi (capitano)
- Li Wei
- Meng Xuguang
- Liu Xiantang
- Meng Lizhi
- Hu Liang
- Meng Jun
- Yu Yang
- Na Yubo
- Sun Rifeng (portiere)
- Tao Zhinan (portiere)
- Hu Huiren

#### Prima fase
| Data      | Ora locole | Partita       | Partita | Partita       |
| --------- | ---------- | ------------- | ------- | ------------- |
| 11 agosto | 8.30       | Germania      | 4-1     | Cina          |
| 13 agosto | 10.30      | Cina          | 2-5     | Corea del Sud |
| 15 agosto | 08.30      | Spagna        | 2-1     | Cina          |
| 17 agosto | 18.30      | Nuova Zelanda | 2-2     | Cina          |
| 19 agosto | 21.00      | Belgio        | 3-1     | Cina          |

| Squadra       | P.ti | G | V | P | S | GF | GS | DR |
| ------------- | ---- | - | - | - | - | -- | -- | -- |
| Spagna        | 12   | 5 | 4 | 0 | 1 | 9  | 5  | +4 |
| Germania      | 11   | 5 | 3 | 2 | 0 | 12 | 6  | +6 |
| Corea del Sud | 7    | 5 | 2 | 1 | 2 | 13 | 11 | +2 |
| Nuova Zelanda | 7    | 5 | 2 | 1 | 2 | 10 | 9  | +1 |
| Belgio        | 4    | 5 | 1 | 1 | 3 | 9  | 13 | −4 |
| Cina          | 1    | 5 | 0 | 1 | 4 | 7  | 16 | −9 |

#### Seconda fase
Finale 11º-12º posto
| Arbitro: | Rob Ten Cate (NED), Satinder Kumar (IND) |

|                           |           |                                   |
| Na 32' Song 53', 58', 85' | Marcatori | Tsolekile 3' Symons 63' Smith 70' |

### Torneo femminile
La nazionale cinese ha partecipato ai Giochi in quanto nazione ospitante.

#### Squadra
La squadra era formata da:
- Ma Yibo (capitano)
- Chen Zhaoxia
- Cheng Hui
- Huang Junxia
- Fu Baorong
- Li Shuang
- Gao Lihua
- Tang Chunling
- Zhou Wanfeng
- Zhang Yimeng (portiere)
- Li Hongxia
- Ren Ye
- Chen Qiuqi
- Zhao Yudiao
- Song Qungling
- Pan Fengzhen (portiere)

#### Prima fase
| Data      | Ora locale | Partita       | Partita | Partita     |
| --------- | ---------- | ------------- | ------- | ----------- |
| 10 agosto | 10.30      | Cina          | 3-0     | Spagna      |
| 12 agosto | 18.30      | Cina          | 3-0     | Sudafrica   |
| 14 agosto | 08.30      | Cina          | 0-1     | Paesi Bassi |
| 16 agosto | 18.30      | Corea del Sud | 1-6     | Cina        |
| 18 agosto | 21.00      | Cina          | 2-2     | Australia   |

| Squadra          | P.ti | G | V | P | S | GF | GS | DR  |
| ---------------- | ---- | - | - | - | - | -- | -- | --- |
| 1. Paesi Bassi   | 15   | 5 | 5 | 0 | 0 | 14 | 3  | +11 |
| 2. Cina          | 10   | 5 | 3 | 1 | 1 | 14 | 4  | +10 |
| 3. Australia     | 10   | 5 | 3 | 1 | 1 | 17 | 9  | +8  |
| 4. Spagna        | 6    | 5 | 2 | 0 | 3 | 4  | 12 | −8  |
| 5. Corea del Sud | 3    | 5 | 1 | 0 | 4 | 13 | 18 | −5  |
| 6. Sudafrica     | 0    | 5 | 0 | 0 | 5 | 2  | 18 | −16 |

#### Seconda fase
Semifinale
| Arbitro: | Carolina De La Fuente (ARG), Julie Ashton-Lucy (AUS) |

|                        |           |                                           |
| Keller 3' Beermann 35' | Marcatori | 30' Gao Lihua 38' Ma Yibo 57' Zhao Yudiao |

Finale
| Arbitro: | Soledad Iparraguirre (ARG), Carolina de la Fuente (ARG) |

|                                      |           |  |
| Naomi van As 51' Maartje Goderie 62' | Marcatori |  |

## Judo
| Gara    | Atleta        | Preliminari                         | Tabellone principale                        | Tabellone principale                     | Tabellone principale                | Tabellone principale | Tabellone principale | Ripescaggi | Ripescaggi                           | Ripescaggi | Ripescaggi |
| Gara    | Atleta        | Preliminari                         | Sedicesimi                                  | Ottavi                                   | Quarti                              | Semifinali           | Finale               | 1º turno   | Quarti                               | Semifinali | Finale     |
| ------- | ------------- | ----------------------------------- | ------------------------------------------- | ---------------------------------------- | ----------------------------------- | -------------------- | -------------------- | ---------- | ------------------------------------ | ---------- | ---------- |
| 60 kg   | Liu Renwang   | bye                                 | Salamat Utarbayev (Kazakistan) 0001-0000    | Ruslan Kishmakov (Russia) 0000-0100      |                                     |                      |                      |            |                                      |            |            |
| 66 kg   | Wu Ritubilige | Miklós Ungvári (Ungheria) 0001-0011 |                                             |                                          |                                     |                      |                      |            |                                      |            |            |
| 73 kg   | Si Rijigawa   |                                     | Richard Leon Vizcaya (Venezuela) 0001-0000  | Sezer Huysuz (Turchia) 0010-0001         | Rasul Boqiev (Tagikistan) 0001-1110 |                      |                      |            | Gennadiy Bilodid (Ucraina) 0000-0001 |            |            |
| 81 kg   | Guo Lei       | bye                                 | Fiderd Vis (Aruba) 1100-0000                | Srdjan Mrvaljevic (Montenegro) 0001-0111 |                                     |                      |                      |            |                                      |            |            |
| 90 kg   | He Yanzhu     |                                     | Eduardo Santos (Brasile) 0000-1000          |                                          |                                     |                      |                      |            |                                      |            |            |
| 100 kg  | Shao Ning     |                                     | Przemyslaw Matyjaszek (Polonia) 0000-1101   |                                          |                                     |                      |                      |            |                                      |            |            |
| +100 kg | Pan Song      | bye                                 | Talant Dzhanagulov (Kirghizistan) 1001-0001 | Tamerlan Tmenov (Russia) 0000-0200       |                                     |                      |                      |            |                                      |            |            |

| Gara   | Atleta       | Tabellone principale                        | Tabellone principale                         | Tabellone principale                   | Tabellone principale                      | Tabellone principale                 | Ripescaggi | Ripescaggi | Ripescaggi | Ripescaggi                        |
| Gara   | Atleta       | Sedicesimi                                  | Ottavi                                       | Quarti                                 | Semifinali                                | Finale                               | 1º turno   | Quarti     | Semifinali | Finale                            |
| ------ | ------------ | ------------------------------------------- | -------------------------------------------- | -------------------------------------- | ----------------------------------------- | ------------------------------------ | ---------- | ---------- | ---------- | --------------------------------- |
| 48 kg  | Wu Shugen    | bye                                         | Ryoko Tani (Giappone) 0000-0100              |                                        |                                           |                                      |            |            |            |                                   |
| 52 kg  | Xian Dongmei | bye                                         | Ana Carrascosa (Spagna) 1000-0000            | Telma Monteiro (Portogallo) 1011-0010  | Soraya Haddad (Algeria) 1001-0000         | An Kum-ae (Corea del Nord) 0011-0001 |            |            |            |                                   |
| 57 kg  | Xu Yan       | Lila Latrous (Algeria) 1001-0001            | Nina Koivumaki (Finlandia) 0020-0000         | Aiko Sato (Giappone) 0010-0002         | Veken Gravenstein (Paesi Bassi) 0001-0100 |                                      |            |            |            | Barbara Harel (Francia) 0011-0001 |
| 63 kg  | Xu Yuhua     | bye                                         | Kong Ja-Young (Corea del Sud) 0100-0012      |                                        |                                           |                                      |            |            |            |                                   |
| 70 kg  | Wang Juan    | bye                                         | Masae Ueno (Giappone) 0001-1011              |                                        |                                           |                                      |            |            |            |                                   |
| 78 kg  | Yang Xiuli   | Elena Proskurakova (Kirghizistan) 1000-0000 | Pürevjargalyn Lkhamdegd (Mongolia) 1021-0000 | Marylise Levesque (Canada) 1000-0000   | Esther San Miguel (Spagna) 1031-0000      | Yalennis Castillo (Cuba) 0000-0000   |            |            |            |                                   |
| +78 kg | Tong Wen     | Tea Donguzashvili (Russia) 1000-0000        | Maryna Prokof'yeva (Ucraina) 1000-0000       | Kim Na-Young (Corea del Sud) 1001-0000 | Idalys Ortiz (Cuba) 0010-0000             | Maki Tsukada (Giappone) 1001-0010    |            |            |            |                                   |

## Lotta
| Gara   | Atleta      | Tabellone principale                         | Tabellone principale               | Tabellone principale | Tabellone principale | Tabellone principale | Ripescaggi | Ripescaggi | Ripescaggi |
| Gara   | Atleta      | Sedicesimi                                   | Ottavi                             | Quarti               | Semifinali           | Finale               | Quarti     | Semifinali | Finale     |
| ------ | ----------- | -------------------------------------------- | ---------------------------------- | -------------------- | -------------------- | -------------------- | ---------- | ---------- | ---------- |
| 60 kg  | Qin He      | Yandro Quintana (Cuba) 1-4, 0-1              |                                    |                      |                      |                      |            |            |            |
| 66 kg  | Wang Qiang  | Leonid Spiridonov (Kazakistan) 1-1, 0-4, 0-2 |                                    |                      |                      |                      |            |            |            |
| 74 kg  | Si Riguleng | Iván Fundora (Cuba) 5-7, 2-4                 |                                    |                      |                      |                      |            |            |            |
| 84 kg  | Wang Ying   | Georgy Ketoev (Russia) 2-2, 1-3              |                                    |                      |                      |                      |            |            |            |
| 120 kg | Liang Lei   | Bartłomiej Bartnicki (Polonia) 1-1, 2-2      | Steve Mocco (Stati Uniti) 0-1, 0-3 |                      |                      |                      |            |            |            |

| Gara  | Atleta     | Tabellone principale                   | Tabellone principale                     | Tabellone principale                 | Tabellone principale            | Ripescaggi | Ripescaggi                          | Ripescaggi |  |
| Gara  | Atleta     | Ottavi                                 | Quarti                                   | Semifinali                           | Finale                          | Quarti     | Semifinali                          | Finale     |  |
| ----- | ---------- | -------------------------------------- | ---------------------------------------- | ------------------------------------ | ------------------------------- | ---------- | ----------------------------------- | ---------- |  |
| 48 kg | Li Xiaomei | Chiharu Ichō (Giappone) 1-0, 0-1, 0-1  |                                          |                                      |                                 |            | Irina Merleni (Ucraina) 1-0, 0-4, F |            |  |
| 55 kg | Xu Li      | Ana Paval (Giappone) 5-0, 3-0          | Olga Smirnova (Kazakistan) 0-1, 2-0, 2-1 | Jackeline Rentería (Colombia) 5-5, F | Saori Yoshida (Giappone) 2-0, F |            |                                     |            |  |
| 63 kg | Xu Haiyan  | Odonchimeg Badrakh (Mongolia) 5-3, 0-4 | Martine Dugrenier (Canada) 1-2, 3-1, 0-1 |                                      |                                 |            |                                     |            |  |
| 72 kg | Wang Jiao  | Jenny Fransson (Svezia) 4-3, 6-0       | Ali Bernard (Stati Uniti) 3-1, 7-3       | Kyoko Hamaguchi (Giappone) 5-2, F    | Stanka Zlateva (Bulgaria) F     |            |                                     |            |  |

| Gara   | Atleta          | Tabellone principale                      | Tabellone principale                      | Tabellone principale                           | Tabellone principale                         | Tabellone principale                  | Ripescaggi                              | Ripescaggi                              | Ripescaggi                                      |
| Gara   | Atleta          | Sedicesimi                                | Ottavi                                    | Quarti                                         | Semifinali                                   | Finale                                | Quarti                                  | Semifinali                              | Finale                                          |
| ------ | --------------- | ----------------------------------------- | ----------------------------------------- | ---------------------------------------------- | -------------------------------------------- | ------------------------------------- | --------------------------------------- | --------------------------------------- | ----------------------------------------------- |
| 55 kg  | Jiao Huafeng    | bye                                       | Lasha Gogitadze (Georgia) 0-2, 0-2        |                                                |                                              |                                       |                                         |                                         |                                                 |
| 60 kg  | Sheng Jiang     | Vitali Rəhimov (Azerbaigian) 0-3, 1-2     |                                           |                                                |                                              |                                       | Eusebiu Diaconu (Romania) 5-1, 1-3, 2-1 | Armen Nazarian (Bulgaria) 4-1, 6-0      | Nurbakyt Tengizbayev (Kazakistan) 1-4, 2-1, 0-3 |
| 66 kg  | Li Yanyan       | bye                                       | Ion Panait (Romania) 2-2, 1-1             | Darkhan Bayakhmetov (Kazakistan) 1-4, 4-2, 1-5 |                                              |                                       |                                         |                                         |                                                 |
| 74 kg  | Chang Yongxiang | bye                                       | Yavor Yanakiev (Bulgaria) 3-2, 1-1        | Sixto Barrera (Perù) 2-1, 7-0                  | Aleh Mikhalovich (Bielorussia) 0-6, 4-0, 2-1 | Manuchar Kvirkelia (Georgia) 0-6, 0-4 |                                         |                                         |                                                 |
| 84 kg  | Ma Sanyi        | bye                                       | Zoltán Fodor (Ungheria) 0-3, 1-2          |                                                |                                              |                                       |                                         | Shalva Gadabadze (Azerbaigian) 3-3, 3-2 | Nazmi Avluca (Turchia) 4-0, 0-5, 0-6            |
| 96 kg  | Jiang Huachen   | bye                                       | Samir Bouguerra (Algeria) 5-0, 3-0        | Adam Wheeler (Stati Uniti) 7-0, 2-4, 1-1       |                                              |                                       |                                         |                                         |                                                 |
| 120 kg | Liu Deli        | Panagiotis Papadopoulos (Grecia) 3-0, 1-1 | Dremiel Byers (Stati Uniti) 0-4, 1-1, 1-1 |                                                |                                              |                                       |                                         |                                         |                                                 |

## Nuoto
| Gara                           | Atleta                                     | Batterie | Batterie | Semifinali | Semifinali | Finale     | Finale  |
| Gara                           | Atleta                                     | Tempo    | Pos.     | Tempo      | Pos.       | Tempo      | Pos.    |
| ------------------------------ | ------------------------------------------ | -------- | -------- | ---------- | ---------- | ---------- | ------- |
| 50 m stile libero              | Cai Li                                     | 22"50    | 30       |            |            |            |         |
| 100 m stile libero             | Chen Zuo                                   | 49"08    | 25       |            |            |            |         |
| 200 m stile libero             | Zhang Enjian                               | 1'49"15  | 33       |            |            |            |         |
| 400 m stile libero             | Sun Yang                                   |          |          | 3'50"90    | 28         |            |         |
| 400 m stile libero             | Zhang Lin                                  |          |          | 3'43"32    | 2          | 3'42"44    | Argento |
| 1500 m stile libero            | Sun Yang                                   |          |          | 14'48"39   | 7          | 15'05"12   | 8       |
| 1500 m stile libero            | Zhang Lin                                  |          |          | 14'45"84   | 4          | 14'55"20   | 7       |
| 100 m dorso                    | Sun Xiaolei                                | 56"44    | 37       |            |            |            |         |
| 200 m dorso                    | Deng Jian                                  | 2'03"34  | 37       |            |            |            |         |
| 100 m rana                     | Xue Ruipeng                                | 1'02"48  | 46       |            |            |            |         |
| 200 m rana                     | Lai Zhongjian                              | 2'16"28  | 44       |            |            |            |         |
| 100 m farfalla                 | Shi Feng                                   | 51"87    | 12       | 51"68      | 9          |            |         |
| 200 m farfalla                 | Chen Yin                                   | 1'56"55  | 15       | 1'55"88    | 11         |            |         |
| 200 m farfalla                 | Wu Peng                                    | 1'55"39  | 7        | 1'54"93    | 5          | 1'54"35    | 5       |
| 200 m misti                    | Qu Jingyu                                  | 2'03"15  | 34       |            |            |            |         |
| Staffetta 4x100 m stile libero | Chen Zuo Huang Shaohua Lu Zhiwu Cai Li     |          |          | 3'16"16    | 12         |            |         |
| Staffetta 4x200 m stile libero | Zhang Lin Zhang Enjian Sun Yang Shi Haoran |          |          | 7'13"57    | 10         |            |         |
| Fondo 10 km                    | Xin Tong                                   |          |          |            |            | 2h 09'13"4 | 23      |

| Gara                           | Atleta                                                 | Batterie     | Batterie | Semifinali   | Semifinali | Finale     | Finale  |
| Gara                           | Atleta                                                 | Tempo        | Pos.     | Tempo        | Pos.       | Tempo      | Pos.    |
| ------------------------------ | ------------------------------------------------------ | ------------ | -------- | ------------ | ---------- | ---------- | ------- |
| 50 m stile libero              | Li Zhesi                                               | 25"00        | 12       | 24"90        | 13         |            |         |
| 50 m stile libero              | Zhu Yingwen                                            | 24"91        | 7        | 24"76        | 9          |            |         |
| 100 m stile libero             | Pang Jiaying                                           | 54"01        | 7        | squalificata | -          |            |         |
| 100 m stile libero             | Zhu Yingwen                                            | 54"01        | 7        | 53"83        | 2          | 54"21      | 6       |
| 200 m stile libero             | Pang Jiaying                                           | 1'57"37      | 6        | 1'57"34      | 4          | 1'55"05    | Bronzo  |
| 200 m stile libero             | Zhu Qianwei                                            | 1'59"52      | 19       |              |            |            |         |
| 400 m stile libero             | Li Mo                                                  |              |          | 4'15"50      | 26         |            |         |
| 400 m stile libero             | Tan Miao                                               |              |          | 4'12"35      | 22         |            |         |
| 800 m stile libero             | Li Xuanxu                                              |              |          | 8'24"37      | 7          | 8'26"34    | 5       |
| 800 m stile libero             | You Meihong                                            |              |          | 8'31"11      | 15         |            |         |
| 100 m dorso                    | Xu Tianlongzi                                          | 1'00"82      | 17       |              |            |            |         |
| 100 m dorso                    | Zhao Jing                                              | squalificata | -        |              |            |            |         |
| 200 m dorso                    | Chen Yanyan                                            | 2'11"95      | 19       |              |            |            |         |
| 200 m dorso                    | Zhao Jing                                              | 2'08"97      | 4        | 2'09"59      | 10         |            |         |
| 100 m rana                     | Chen Huijia                                            | 1'08"24      | 12       | 1'08"60      | 12         |            |         |
| 100 m rana                     | Sun Ye                                                 | 1'07"91      | 6        | 1'07"72      | 6          | 1'08"08    | 7       |
| 200 m rana                     | Luo Nan                                                | 2'29"67      | 26       |              |            |            |         |
| 200 m rana                     | Qi Hui                                                 | 2'26"16      | 13       | 1'27"63      | 13         |            |         |
| 100 m farfalla                 | Xu Yanwei                                              | 59"43        | 32       |              |            |            |         |
| 100 m farfalla                 | Zhou Yafei                                             | 57"70        | 2        | 57"68        | 5          | 57"84      | 4       |
| 200 m farfalla                 | Jiao Liuyang                                           | 2'06"89      | 4        | 2'06"42      | 3          | 2'04"72    | Argento |
| 200 m farfalla                 | Liu Zige                                               | 2'06"46      | 1        | 2'06"25      | 1          | 2'04"18    | Oro     |
| 200 m misti                    | Li Jiaxing                                             | 2'12"53      | 12       | 1'13"47      | 15         |            |         |
| 200 m misti                    | Qi Hui                                                 | 2'14"25      | 20       |              |            |            |         |
| 400 m misti                    | Li Xuanxu                                              |              |          | 4'36"35      | 6          | 4'42"13    | 8       |
| 400 m misti                    | Liu Jing                                               |              |          | 4'44"96      | 25         |            |         |
| Staffetta 4x100 m stile libero | Zhu Yingwen Tang Yi Xu Yanwei Pang Jiaying             |              |          | 3'36"78      | 1          | 3'35"64    | 4       |
| Staffetta 4x200 m stile libero | Yang Yu Zhu Qianwei Tan Miao Pang Jiaying Tang Jingzhi |              |          | 7'53"77      | 4          | 7'45"93    | Argento |
| Staffetta 4x100 m misti        | Xu Tianlongzi Sun Ye Zhou Yafei Pang Jiaying Zhao Jing |              |          | 3'59"21      |            | 3'56"11    | Bronzo  |
| Fondo 10 km                    | Fang Yanqiao                                           |              |          |              |            | 2h 01'07"9 | 19      |

## Nuoto sincronizzato
| Gara    | Atlete                                                                                                 | Technical Routine | Technical Routine | Free Routine (preliminari) | Free Routine (preliminari) | Free Routine (finale) | Free Routine (finale) | Punteggio totale | Posizione finale |
| Gara    | Atlete                                                                                                 | Punteggio         | Pos.              | Punteggio                  | Pos.                       | Punteggio             | Pos.                  | Punteggio totale | Posizione finale |
| ------- | --- | ----------------- | ----------------- | -------------------------- | -------------------------- | --------------------- | --------------------- | ---------------- | ---------------- |
| Duo     | Jiang Tingting Jiang Wenwen                                                                            | 96,167            | 4                 | 97,000                     | 3                          | 96,500                | 4                     | 96,334           | 4                |
| Squadre | Gu Beibei Huang Xuechen Jiang Tingting Jiang Wenwen Liu Ou Luo Qian Sun Qiuting Wang Na Zhang Xiaohuan | 97,167            | 3                 |                            |                            | 97,500                | 3                     | 97,334           | Bronzo           |

## Pallacanestro

### Torneo maschile

#### Squadra
La squadra era formata da:
- Chen Jianghua (playmaker)
- Liu Wei (capitano, guardia)
- Zhang Qingpeng (playmaker)
- Wang Shipeng (swingman)
- Zhu Fangyu (ala piccola)
- Sun Yue (guardia)
- Li Nan (ala piccola)
- Yi Jianlian (ala-centro)
- Wang Lei (ala piccola)
- Yao Ming (centro)
- Wang Zhizhi (centro)
- Du Feng (ala)

#### Prima fase
| Data      | Ora locale | Squadra     | Punteggio      | Squadra  | Referto |
| --------- | ---------- | ----------- | -------------- | -------- | ------- |
| 10 agosto | 22:15      | Stati Uniti | 101 - 70       | Cina     | ref     |
| 12 agosto | 16:45      | Cina        | 75 - 85 d.t.s. | Spagna   | ref     |
| 14 agosto | 14:30      | Angola      | 68 - 85        | Cina     | ref     |
| 16 agosto | 20:00      | Cina        | 59 - 55        | Germania | ref     |
| 18 agosto | 14:30      | Grecia      | 91 - 77        | Cina     | ref     |

| Squadra     | P  | V | P | PF  | PS  | Diff. |
| ----------- | -- | - | - | --- | --- | ----- |
| Stati Uniti | 10 | 5 | 0 | 515 | 354 | +161  |
| Spagna      | 9  | 4 | 1 | 418 | 369 | +49   |
| Grecia      | 8  | 3 | 2 | 415 | 375 | +40   |
| Cina        | 7  | 2 | 3 | 366 | 400 | -34   |
| Germania    | 6  | 1 | 4 | 330 | 390 | -60   |
| Angola      | 5  | 0 | 5 | 321 | 477 | -156  |

#### Seconda fase
Quarti di finale
| Arbitri: | Nikolaos Pitsilkas Eddie Rush Michael Aylen |

|                 |          |        |
| Jasikevičius 23 | Punti    | 19 Yao |
| Jasikevičius 6  | Assist   | 3 Yao  |
| Kleiza 7        | Rimbalzi | 9 Yi   |

### Torneo femminile

#### Squadra
La squadra era formata da:
- Song Xiaoyun (guardia)
- Bian Lan (ala)
- Zhang Hanlan (guardia)
- Zhang Wei (ala)
- Miao Lijie (capitano, ala)
- Zhang Yu (ala)
- Sui Feifei (ala)
- Shao Tingting (guardia)
- Chen Xiaoli (centro)
- Liu Dan (ala)
- Zhang Xiaoni (centro)
- Chen Nan (centro)

#### Prima fase
| Squadra       | P  | V | P | PF  | PS  | Diff. |
| ------------- | -- | - | - | --- | --- | ----- |
| Stati Uniti   | 10 | 5 | 0 | 491 | 276 | +215  |
| Cina          | 9  | 4 | 1 | 358 | 346 | +12   |
| Spagna        | 8  | 3 | 2 | 357 | 324 | +33   |
| Rep. Ceca     | 7  | 2 | 3 | 346 | 356 | -10   |
| Nuova Zelanda | 6  | 1 | 4 | 320 | 423 | -103  |
| Mali          | 5  | 0 | 5 | 255 | 402 | -147  |

| Data      | Ora locale | Squadra       | Punteggio | Squadra     | Referto |
| --------- | ---------- | ------------- | --------- | ----------- | ------- |
| 9 agosto  | 14:30      | Spagna        | 64 - 67   | Cina        | ref     |
| 11 agosto | 20:00      | Cina          | 63 - 108  | Stati Uniti | ref     |
| 13 agosto | 16:45      | Nuova Zelanda | 63 - 80   | Cina        | ref     |
| 15 agosto | 16:45      | Cina          | 69 - 48   | Mali        | ref     |
| 17 agosto | 20:00      | Rep. Ceca     | 63 - 79   | Cina        | ref     |

#### Seconda fase
Quarti di finale
| Arbitri: | Fabio Facchini Pablo Estevez Susan Blauch |

|                   |          |                     |
| Miao 28           | Punti    | 15 Troina           |
| Miao 3            | Assist   | 5 Marčanka, Padabed |
| Chen, Song, Sui 4 | Rimbalzi | 13 Leŭčanka         |

Semifinale
| Arbitri: | Chantal Julien Fabio Facchini Juan Artega |

|            |          |                   |
| Bian 20    | Punti    | 16 Snell          |
| Bian 2     | Assist   | 4 Harrower, Snell |
| Liu, Sui 7 | Rimbalzi | 13 Batkovic       |

Finale per il bronzo
| Arbitri: | Scott Butler Susan Blauch Petr Sudek |

|             |          |             |
| Chen 26     | Punti    | 22 Hammon   |
| Song 7      | Assist   | 5 Karpunina |
| Bian, Sui 6 | Rimbalzi | 9 Stepanova |

## Pallamano

### Torneo maschile

#### Squadra
La squadra era formata da:
- Cui Liang (pivot)
- Zhu Jie (centrale)
- Yan Liang (pivot)
- Cui Lei (terzino destro)
- Zhang Ji (centrale)
- Zhou Xiaojian (pivot)
- Li Hexin (ala destra)
- Zhang Xing (ala sinistra)
- Wang Long (portiere)
- Wang Xiaolong (ala destra)
- Tian Jianxia (terzino sinistro)
- Ye Qiang (portiere)
- Hao Kexin (terzino sinistro)
- Miao Qing (terzino destro)
- Zhu Wenxin (ala sinistra)

#### Prima fase
| Arbitro: | Karbas (IRI), Kolahdouzan (IRI) |

|           |           |                             |
| Jurasik 8 | Marcatori | Zhu, Hao, Tian, Wang, Cui 3 |

| Arbitro: | Canbro (SVE), Claesson (SVE) |

|       |           |                            |
| Hao 5 | Marcatori | Abalo, Guigou, Karabatic 5 |

| Arbitro: | Elmoamli (EGY), Shaban Ali (EGY) |

|       |           |         |
| Cui 5 | Marcatori | Tomas 7 |

| Arbitro: | Elmoamli (EGY), Shaban Ali (EGY) |

|                     |           |            |
| Ribeiro, Laureano 5 | Marcatori | Cui, Cui 4 |

| Arbitro: | Karbas-Chi (IRI), Kolahdouzan (IRI) |

|         |           |       |
| Sprem 8 | Marcatori | Hao 6 |

| Squadra    | Giocate | Vinte | Pareggiate | Perse | Gol fatti | Gol subiti | Differenza reti | Punti |
| ---------- | ------- | ----- | ---------- | ----- | --------- | ---------- | --------------- | ----- |
| 1. Francia | 5       | 4     | 1          | 0     | 148       | 115        | 33              | 9     |
| 2. Polonia | 5       | 3     | 1          | 1     | 147       | 128        | 19              | 7     |
| 3. Croazia | 5       | 3     | 0          | 2     | 140       | 115        | 25              | 6     |
| 4. Spagna  | 5       | 3     | 0          | 2     | 152       | 145        | 7               | 6     |
| 5. Brasile | 5       | 1     | 0          | 4     | 129       | 153        | -24             | 2     |
| 6. Cina    | 5       | 0     | 0          | 5     | 104       | 164        | -64             | 0     |

### Torneo femminile

#### Squadra
La squadra era formata da:
- Liu Guini (portiere)
- Wei Qiuxiang (ala destra)
- Liu Yun (pivot)
- Zhang Geng (centrale)
- Wang Min (ala destra)
- Wang Shasha (terzino sinistro)
- Huang Hong (portiere)
- Wu Yanan (ala sinistra)
- Liu Xiaomei (terzino destro)
- Sun Laimiao (pivot)
- Wu Wenjuan (centrale)
- Li Weiwei (centrale)
- Li Bing (terzino sinistro)
- Huang Dongjie (ala sinistra)
- Yan Meizhu (terzino destro)

#### Prima fase
| Arbitro: | Elmoamli, Shaban Ali |

|              |           |        |
| Hammerseng 7 | Marcatori | Li W 8 |

| Arbitro: | Liudownyk, Vakula |

|       |           |           |
| Wei 6 | Marcatori | Amariei 9 |

| Arbitro: | Canbro, Claesson |

|       |           |              |
| Liu 7 | Marcatori | De Almeida 8 |

| Arbitro: | Lemme, Ullrich |

|            |           |              |
| Pikalova 8 | Marcatori | Li Weiwei 11 |

| Arbitro: | Liudowyk (UKR), Vakula (UKR) |

|          |           |      |
| Ayglon 5 | Marcatori | Wu 5 |

| Squadra       | Giocate | Vinte | Pareggiate | Perse | Gol fatti | Gol subiti | Differenza reti | Punti |
| ------------- | ------- | ----- | ---------- | ----- | --------- | ---------- | --------------- | ----- |
| 1. Norvegia   | 5       | 5     | 0          | 0     | 154       | 106        | +48             | 10    |
| 2. Romania    | 5       | 4     | 0          | 1     | 150       | 114        | +38             | 8     |
| 3. Cina       | 5       | 2     | 0          | 3     | 122       | 135        | -13             | 4     |
| 4. Francia    | 5       | 2     | 0          | 3     | 121       | 128        | -7              | 4     |
| 5. Kazakistan | 5       | 1     | 1          | 3     | 109       | 137        | -28             | 3     |
| 6. Angola     | 5       | 0     | 1          | 4     | 109       | 147        | -38             | 1     |

#### Seconda fase
Quarti di finale
| Arbitro: | Aires, Aparecido (BRA) |

|        |           |         |
| Park 8 | Marcatori | Huang 5 |

Semifinale 5º-8º posto
| Arbitro: | Karbas-Chi (IRI), Kolahdouzan (IRI) |

|              |           |           |
| Torstenson 6 | Marcatori | Wang S. 5 |

Finale 5º-6º posto
| Arbitro: | Krstic (SLO), Ljubic (SLO) |

|          |           |                               |
| Liu Y. 7 | Marcatori | Herbrecht, Pecqueux-Rolland 7 |

## Pallanuoto

### Torneo maschile

#### Prima fase
| Data      | Ora locale | Partita     | Partita | Partita |
| --------- | ---------- | ----------- | ------- | ------- |
| 10 agosto | 16:40      | Stati Uniti | 8 - 4   | Cina    |
| 12 agosto | 16:40      | Germania    | 6 - 5   | Cina    |
| 14 agosto | 16:40      | Italia      | 19 - 7  | Cina    |
| 16 agosto | 16:40      | Serbia      | 15 - 5  | Cina    |
| 18 agosto | 16:40      | Croazia     | 16 - 4  | Cina    |

|    | Squadra     | Pti | G | V | P | S | GF | GS | Diff |
| -- | ----------- | --- | - | - | - | - | -- | -- | ---- |
| 1. | Stati Uniti | 8   | 5 | 4 | 0 | 1 | 37 | 31 | +6   |
| 2. | Croazia     | 8   | 5 | 4 | 0 | 1 | 56 | 31 | +25  |
| 3. | Serbia      | 6   | 5 | 3 | 0 | 2 | 50 | 38 | +12  |
| 4. | Germania    | 4   | 5 | 2 | 0 | 3 | 33 | 44 | -11  |
| 5. | Italia      | 4   | 5 | 2 | 0 | 3 | 57 | 50 | +7   |
| 6. | Cina        | 0   | 5 | 0 | 0 | 5 | 25 | 64 | -39  |

#### Seconda fase
Quarti di finale 7º-12º posto
| Arbitri: | Balfanbayev (KAZ) Knights (NZL) |

|            |           |        |
| 4: Ntoskas | Marcatori | 3: Xie |

Finale 11º-12º posto
| Arbitri: | Koryzna (POL) Argyros (GRE) |

|                 |           |            |
| 2: Boyd, Sayegh | Marcatori | 2: Yu, Han |

### Torneo femminile

#### Prima fase
| Data      | Ora locale | Partita     | Partita | Partita |
| --------- | ---------- | ----------- | ------- | ------- |
| 11 agosto | 17:00      | Stati Uniti | 12 - 11 | Cina    |
| 13 agosto | 17:00      | Cina        | 13 - 11 | Russia  |
| 15 agosto | 14:20      | Italia      | 10 - 9  | Cina    |

|    | Squadra     | Pti | G | V | P | S | GF | GS | Diff |
| -- | ----------- | --- | - | - | - | - | -- | -- | ---- |
| 1. | Stati Uniti | 5   | 3 | 2 | 1 | 0 | 33 | 27 | +6   |
| 2. | Italia      | 5   | 3 | 2 | 1 | 0 | 28 | 26 | +2   |
| 3. | Cina        | 2   | 3 | 1 | 0 | 2 | 33 | 33 | 0    |
| 4. | Russia      | 0   | 3 | 0 | 0 | 3 | 26 | 34 | -8   |

#### Seconda fase
Quarti di finale
| Arbitri: | Patelli (BRA) Moliner (ESP) |

|            |           |       |
| 5: Gynther | Marcatori | 3: Ma |

Finale 5º-6º posto
| Arbitri: | Tulga (TUR) Turcotte (CAN) |

|        |           |             |
| 4: Gao | Marcatori | 3: Di Mario |

## Pallavolo

### Torneo maschile

#### Squadra
- Bian Hongmin
- Yuan Zhi
- Guo Peng
- Shi Hairong
- Cui Jianjun
- Jiao Shuai
- Yu Dawei
- Shen Qiong
- Jiang Fudong
- Ren Qi
- Sui Shengsheng
- Fang Yingchao

#### Prima fase
| 10 agosto | 20.00 | Bulgaria | 3-1 (25-20, 25-21, 26-28, 25-19)        | Cina        | Beijing Institute of Technology Gymnasium |
| 12 agosto | 20.00 | Cina     | 3-2 (25-21, 21-25, 16-25, 25-21, 16-14) | Venezuela   | Capital Indoor Stadium                    |
| 14 agosto | 20.00 | Cina     | 3-2 (25-20, 25-23, 17-25, 16-25, 15-10) | Giappone    | Capital Indoor Stadium                    |
| 16 agosto | 10.00 | Cina     | 0-3 ( 22-25, 12-25, 18-25)              | Stati Uniti | Beijing Institute of Technology Gymnasium |
| 18 agosto | 20.00 | Cina     | 2-3 (17-25, 23-25, 25-21, 25-20, 14-16) | Italia      | Capital Indoor Stadium                    |

| posiz | squadra     | G | W | P | Sv | Sp | Quoz  | Pf  | Ps  | Quoz  | Pts |
| ----- | ----------- | - | - | - | -- | -- | ----- | --- | --- | ----- | --- |
| 1     | Stati Uniti | 5 | 5 | 0 | 15 | 4  | 3,750 | 460 | 371 | 1,240 | 10  |
| 2     | Italia      | 5 | 4 | 1 | 13 | 6  | 2,167 | 439 | 401 | 1,095 | 9   |
| 3     | Bulgaria    | 5 | 3 | 2 | 10 | 9  | 1,111 | 446 | 440 | 1,014 | 8   |
| 4     | Cina        | 5 | 2 | 3 | 9  | 13 | 0,692 | 445 | 492 | 0,904 | 7   |
| 5     | Venezuela   | 5 | 1 | 4 | 8  | 12 | 0,667 | 421 | 451 | 0,933 | 6   |
| 6     | Giappone    | 5 | 0 | 5 | 4  | 15 | 0,267 | 392 | 448 | 0,875 | 5   |

#### Seconda fase
| Quarti di finale | Quarti di finale | Quarti di finale | Quarti di finale          | Quarti di finale | Quarti di finale       |
| ---------------- | ---------------- | ---------------- | ------------------------- | ---------------- | ---------------------- |
| 20 agosto        | 20.00            | Brasile          | 3-0 (25-17, 25-15, 25-16) | Cina             | Capital Indoor Stadium |

## Pentathlon moderno
| Gara      | Atleta        | Tiro  | Tiro  | Scherma  | Scherma | Nuoto   | Nuoto | Equitazione | Equitazione | Corsa    | Corsa | Punteggio totale | Posizione |
| Gara      | Atleta        | Punti | Punt. | Vittorie | Punt.   | Tempo   | Punt. | Punti       | Punt.       | Tempo    | Punt. | Punteggio totale | Posizione |
| --------- | ------------- | ----- | ----- | -------- | ------- | ------- | ----- | ----------- | ----------- | -------- | ----- | ---------------- | --------- |
| Maschile  | Qian Zhenhua  | 189   | 1204  | 26       | 1024    | 2'07"46 | 1272  | 70,18       | 1032        | 10'04"40 | 984   | 5516             | 4         |
| Maschile  | Cao Zhongrong | 160   | 856   | 21       | 904     | 2'01"53 | 1344  | 134,96      | 712         | 9'57"67  | 1012  | 4828             | 31        |
| Femminile | Chen Qian     | 177   | 1060  | 20       | 880     | 2'18"58 | 1260  | 68,65       | 1200        | 10'27"41 | 1212  | 5612             | 5         |
| Femminile | Xiu Xiu       | 183   | 1132  | 19       | 856     | 2'17"17 | 1276  | 69,84       | 1144        | 11'06"31 | 1056  | 5464             | 10        |

## Pugilato
| Gara                | Atleta                | Sedicesimi                             | Ottavi                            | Quarti                              | Semifinali                              | Finale                                    |
| ------------------- | --------------------- | -------------------------------------- | --------------------------------- | ----------------------------------- | --------------------------------------- | ----------------------------------------- |
| Pesi mosca leggeri  | Zou Shiming           | Eduard Bermudez Salas (Venezuela) 15-2 | Nordine Oubaali (Francia) +3-3    | Birzhan Zhakypov (Kazakistan) 9-4   | Paddy Barnes (Irlanda) 15-0             | Pürevdorjiin Serdamba (Mongolia) ritirato |
| Pesi gallo          | Gu Yu                 | Joe Murray (Gran Bretagna) 17-7        | Veaceslav Gojan (Moldavia) 6-13   |                                     |                                         |                                           |
| Pesi piuma          | Li Yang               | Robson Conceiçao (Brasile) 12-4        | Luis Enrique Porozo (Ecuador) 6-5 | Vasyl'Lomačenko (Ucraina) 3-13      |                                         |                                           |
| Pesi leggeri        | Hu Qing               | Oleksandr Klyuchko (Ucraina) 10-8      | Merey Akshalov (Kazakistan) 11-7  | Daouda Sow (Francia) 6-9            |                                         |                                           |
| Pesi welter leggeri | Maimaitituersun Qiong | Gennady Kovalev (Russia) 8-15          |                                   |                                     |                                         |                                           |
| Pesi welter         | Hanati Silamu         | Precious Makina (Zambia) 21-2          | Joseph Mulema (Camerun) 9-4       | Tureano Johnson (Bahamas) 14-4      | Carlos Banteaux Suárez (Cuba) 4-7       | Bronzo                                    |
| Pesi medi           | Wang Jianzheng        | Sergìj Derev'jančenko (Ucraina) 6-16   |                                   |                                     |                                         |                                           |
| Pesi mediomassimi   | Zhang Xiaoping        | Mourad Sahraoui (Tunisia) 3-1          | Artur Beterbiev (Russia) 8-2      | Abdelhafid Benchabla (Algeria) 12-7 | Yerkebuian Shynaliyev (Kazakistan) +3-3 | Kenneth Egan (Irlanda) 11-7               |
| Pesi massimi        | Yushan Nijiati        |                                        | Oleksandr Usyk (Ucraina) 4-23     |                                     |                                         |                                           |
| Pesi supermassimi   | Zhang Zhilei          |                                        | Mohamed Amanissi (Marocco) 15-0   | Ruslan Myrsatayev (Kazakistan) 12-2 | V"jačeslav Hlazkov (Ucraina) w/o        | Roberto Cammarelle (Italia) 4-14          |

## Scherma
| Gara                 | Atleta                                             | Turno 1                        | Sedicesimi                        | Ottavi                              | Quarti                             | Semifinali                         | Finale                         |
| -------------------- | -------------------------------------------------- | ------------------------------ | --------------------------------- | ----------------------------------- | ---------------------------------- | ---------------------------------- | ------------------------------ |
| Fioretto individuale | Lei Sheng                                          |                                | bye                               | Sławomir Mocek (Polonia) 15-8       | Benjamin Kleibrink (Germania) 7-15 |                                    |                                |
| Fioretto individuale | Zhu Jun                                            |                                | Alberto Viaggio (Argentina) 15-2  | Gerek Meinhardt (Stati Uniti) 15-9  | Andrea Cassarà (Italia) 15-14      | Benjamin Kleibrink (Germania) 4-15 | Salvatore Sanzo (Italia) 14-15 |
| Sciabola individuale | Wang Jingzhi                                       | bye                            | Julien Pillet (Francia) 14-15     |                                     |                                    |                                    |                                |
| Sciabola individuale | Zhong Man                                          | bye                            | Wiradech Kothny (Thailandia) 15-7 | Jaime Marti (Spagna) 15-14          | Luigi Tarantino (Italia) 15-13     | Julien Pillet (Francia) 15-12      | Nicolas Lopez (Francia) 15-9   |
| Sciabola individuale | Zhou Hanming                                       | bye                            | Zsolt Nemcsik (Ungheria) 15-13    | Mihai Covaliu (Romania) 12-15       |                                    |                                    |                                |
| Spada maschile       | Li Guojie                                          | Adam Wiercioch (Polonia) 15-11 | Jin Sun Jung (Corea del Sud) 6-15 |                                     |                                    |                                    |                                |
| Spada maschile       | Wang Lei                                           | bye                            | Bas Verwijlen (Paesi Bassi) 10-15 |                                     |                                    |                                    |                                |
| Spada maschile       | Yin Lianchi                                        | bye                            | Krisztián Kulcsár (Ungheria) 15-9 | Radosław Zawrotniak (Polonia) 13-15 |                                    |                                    |                                |
| Sciabola a squadre   | Huang Yaojiang Wang Jingzhi Zhong Man Zhou Hanming |                                |                                   |                                     | Russia 36-45                       |                                    |                                |
| Spada a squadre      | Dong Guotao Li Guojie Wang Lei Yin Lianchi         |                                |                                   | Sudafrica 45-28                     | Ungheria 45-43                     | Polonia 44-45                      | Italia 35-45                   |

| Gara                 | Atleta                                     | Turno 1                           | Sedicesimi                           | Ottavi                            | Quarti                            | Semifinali                        | Finale                                |
| -------------------- | ------------------------------------------ | --------------------------------- | ------------------------------------ | --------------------------------- | --------------------------------- | --------------------------------- | ------------------------------------- |
| Fioretto individuale | Su Wanwen                                  | Debora Nogueira (Portogallo) 15-4 | Emily Cross (Stati Uniti) 15-7       | Edina Knapek (Ungheria) 10-15     |                                   |                                   |                                       |
| Fioretto individuale | Sun Chao                                   | bye                               | Edina Knapik (Ungheria) 13-15        |                                   |                                   |                                   |                                       |
| Fioretto individuale | Zhang Lei                                  | bye                               | Małgorzata Wojtkowiak (Polonia) 15-8 | Valentina Vezzali (Italia) 7-10   |                                   |                                   |                                       |
| Sciabola individuale | Bao Yingying                               | bye                               | Tsz Ki Chow (Hong Kong) 15-5         | Irena Więckowska (Polonia) 15-6   | Mariel Zagunis (Stati Uniti) 9-15 |                                   |                                       |
| Sciabola individuale | Huang Haiyang                              | bye                               | Ilaria Bianco (Italia) 12-15         |                                   |                                   |                                   |                                       |
| Sciabola individuale | Tan Xue                                    | bye                               | Alexandra Bujdoso (Germania) 15-6    | Kim Keum-Hwa (Corea del Sud) 15-8 | Sofiya Velikaya (Russia) 9-15     |                                   |                                       |
| Spada individuale    | Li Na                                      |                                   | bye                                  | Sophie Lamon (Svizzera) 15-10     | Laura Flessel (Francia) 15-10     | Britta Heidemann (Germania) 13-15 | Ildikó Mincza-Nébald (Ungheria) 11-15 |
| Spada individuale    | Zhong Weiping                              |                                   | Laura Flessel (Francia) 11-13        |                                   |                                   |                                   |                                       |
| Fioretto a squadre   | Huang Jialing Su Wanwen Sun Chao Zhang Lei |                                   |                                      |                                   | Italia 24-37                      |                                   |                                       |
| Sciabola a squadre   | Bao Yingying Huang Haiyang Ni Hong Tan Xue |                                   |                                      |                                   | Polonia 45-25                     | Francia 45-38                     | Ucraina 44-45                         |

## Softball

### Squadra
La squadra era formata da:
- Guo Jia
- Lei Donghui
- Li Chunxia
- Li Qi
- Lü Wei
- Pan Xia
- Sun Li
- Tan Ying
- Wu Di
- Xin Minhong
- Yu Huili
- Yu Yanhong
- Zhang Ai
- Zhang Lifang
- Zhou Yi

### Prima fase
| Data      | Ora locale | Partita     | Partita | Partita       |
| --------- | ---------- | ----------- | ------- | ------------- |
| 12 agosto | 17.00      | Paesi Bassi | 2-10    | Cina          |
| 13 agosto | 09.30      | Venezuela   | 1-7     | Cina          |
| 14 agosto | 09.30      | Cina        | 1-3     | Australia     |
| 15 agosto | 09.30      | Cina        | 0-1     | Canada        |
| 16 agosto | 09.30      | Cina        | 0-3     | Giappone      |
| 17 agosto | 09.30      | Cina        | 1-2     | Taipei cinese |
| 18 agosto | 12.00      | Stati Uniti | 9-0     | Cina          |

|  | Qualificate alle semifinali |
|  | Eliminate                   |

| Squadra       | Gioc | Vinte | Perse | Pt.fat | Pt.sub | Perc  |
| ------------- | ---- | ----- | ----- | ------ | ------ | ----- |
| Stati Uniti   | 7    | 7     | 0     | 53     | 1      | 1.000 |
| Giappone      | 7    | 6     | 1     | 23     | 13     | .857  |
| Australia     | 7    | 5     | 2     | 30     | 11     | .714  |
| Canada        | 7    | 3     | 4     | 17     | 23     | .429  |
| Cina          | 7    | 2     | 5     | 19     | 21     | .286  |
| Taipei cinese | 7    | 2     | 5     | 10     | 23     | .286  |
| Venezuela     | 7    | 2     | 5     | 15     | 35     | .286  |
| Paesi Bassi   | 7    | 1     | 6     | 8      | 48     | .143  |

## Sollevamento pesi
| Gara  | Atleta           | Strappo | Strappo | Slancio      | Slancio      | Totale       | Posizione    |
| Gara  | Atleta           | Ris.    | Pos.    | Ris.         | Pos.         | Totale       | Posizione    |
| ----- | ---------------- | ------- | ------- | ------------ | ------------ | ------------ | ------------ |
| 56 kg | Long Qingquan    | 132     | 1       | 160          | 1            | 292          | Oro          |
| 62 kg | Zhang Xiangxiang | 143     | 1       | 176          | 1            | 319          | Oro          |
| 69 kg | Shi Zhiyong      | 152     | 4       | non concluso | non concluso | non concluso | non concluso |
| 69 kg | Liao Hui         | 158     | 1       | 190          | 1            | 348          | Oro          |
| 77 kg | Li Hongli        | 168     | 1       | 198          | 2            | 366          | Argento      |
| 85 kg | Lu Yong          | 180     | 2       | 214          | 1            | 394          | Oro          |

| Gara  | Atleta       | Strappo | Strappo | Slancio | Slancio | Totale | Posizione |
| Gara  | Atleta       | Ris.    | Pos.    | Ris.    | Pos.    | Totale | Posizione |
| ----- | ------------ | ------- | ------- | ------- | ------- | ------ | --------- |
| 48 kg | Chen Xiexia  | 95      | 1       | 117     | 1       | 212    | Oro       |
| 58 kg | Chen Yanqing | 106     | 1       | 138     | 1       | 244    | Oro       |
| 69 kg | Liu Chunhong | 128     | 1       | 158     | 1       | 286    | Oro       |
| 75 kg | Cao Lei      | 128     | 1       | 154     | 1       | 282    | Oro       |

## Taekwondo
| Gara             | Atleta     | Tabellone principale            | Tabellone principale                | Tabellone principale              | Tabellone principale                 | Ripescaggi               | Ripescaggi                     |
| Gara             | Atleta     | Ottavi                          | Quarti                              | Semifinali                        | Finale                               | Semifinali               | Finale                         |
| ---------------- | ---------- | ------------------------------- | ----------------------------------- | --------------------------------- | ------------------------------------ | ------------------------ | ------------------------------ |
| 80 kg maschile   | Zhu Guo    | Miguel Ferrera (Honduras) 3-1   | Hadi Saei (Iran) 2-3                |                                   |                                      | Deepak Bista (Nepal) 6-2 | Aaron Cook (Gran Bretagna) 4-1 |
| +80 kg maschile  | Liu Xiaobo | Matt Beach (Nuova Zelanda) 4-1  | Ángel Matos (Cuba) 1-2              |                                   |                                      |                          |                                |
| 49 kg femminile  | Wu Jingyu  | Mildred Alango (Kenya) 7-0      | Hanna Zajc (Svezia) 8-1             | Yang Shu-Chun (Taipei cinese) 4-1 | Buttree Puedpong (Thailandia) 1-(-1) |                          |                                |
| +67 kg femminile | Chen Zhong | Adriana Carmona (Venezuela) 3-1 | Sarah Stevenson (Gran Bretagna) 1-2 |                                   |                                      |                          |                                |

## Tennis
| Gara                | Atleta                   | Trentaduesimi                           | Sedicesimi                                                 | Ottavi                                                   | Quarti                                                   | Semifinali                                                        | Finale                                                   |
| ------------------- | ------------------------ | --------------------------------------- | ---------------------------------------------------------- | -------------------------------------------------------- | -------------------------------------------------------- | ----------------------------------------------------------------- | -------------------------------------------------------- |
| Singolare maschile  | Sun Peng                 | Fernando González (Cile) 4-6, 4-6       |                                                            |                                                          |                                                          |                                                                   |                                                          |
| Singolare maschile  | Yu Xinyuan               | Tomáš Berdych (Rep. Ceca) 1-6, 2-6      |                                                            |                                                          |                                                          |                                                                   |                                                          |
| Singolare maschile  | Zeng Shaoxuan            | David Nalbandian (Argentina) 2-6, 1-6   |                                                            |                                                          |                                                          |                                                                   |                                                          |
| Doppio maschile     | Zeng Shaoxuan Yu Xinyuan |                                         | Mariusz Fyrstenberg Marcin Matkowski (Polonia) 3-6, 4-6    |                                                          |                                                          |                                                                   |                                                          |
| Singolare femminile | Yan Zi                   | Vera Zvonarëva (Russia) 2-6, 0-6        |                                                            |                                                          |                                                          |                                                                   |                                                          |
| Singolare femminile | Li Na                    | Svetlana Kuznecova (Russia) 7-65, 6-4   | Ayumi Morita (Giappone) 6-2, 7-5                           | Kaia Kanepi (Estonia) 4-6, 6-2, 6-0                      | Venus Williams (Stati Uniti) 7-5, 7-5                    | Dinara Safina (Russia) 63-7, 5-7                                  | Vera Zvonarëva (Russia) 0-6, 5-7                         |
| Singolare femminile | Peng Shuai               | Carla Suárez Navarro (Spagna) 7-5, 7-62 | Alizé Cornet (Francia) 2-6, 2-6                            |                                                          |                                                          |                                                                   |                                                          |
| Singolare femminile | Zheng Jie                | Ágnes Szávay (Ungheria) 4-6, 6-3, 7-5   | Nuria Llagostera Vives (Spagna) 67-7, 6-1, 6-4             | Dinara Safina (Russia) 4-6, 3-6                          |                                                          |                                                                   |                                                          |
| Doppio femminile    | Yan Zi Zheng Jie         |                                         | Daniela Hantuchová Janette Husárová (Slovacchia) 6-1, 7-69 | Patty Schnyder Emmanuelle Gagliardi (Svizzera) 6-3, 7-62 | Svetlana Kuznecova Dinara Safina (Russia) 6-3, 7-5, 10-8 | Anabel Medina Garrigues Virginia Ruano Pascual (Spagna) 4-6, 65-7 | Al'ona Bondarenko Kateryna Bondarenko (Ucraina) 6-2, 6-2 |
| Doppio femminile    | Sun Tiantian Peng Shuai  |                                         | Ol'ga Govorcova Dar'ja Kustova (Bielorussia) 61-7, 63-7    |                                                          |                                                          |                                                                   |                                                          |

## Tennis tavolo
| Gara              | Atleta       | Preliminari | Turno 1 | Turno 2 | Turno 3                                                       | Turno 4                                                                 | Quarti                                                           | Semifinali                                                  | Finale                                                          |
| ----------------- | ------------ | ----------- | ------- | ------- | ------------------------------------------------------------- | ----------------------------------------------------------------------- | ---------------------------------------------------------------- | ----------------------------------------------------------- | --------------------------------------------------------------- |
| Singolo maschile  | Ma Lin       | bye         | bye     | bye     | Bojan Tokic (Slovenia) 4-1 (11-5, 11-6, 11-8, 9-11, 11-5)     | Kallinikos Kreangka (Grecia) 4-0 (11-5, 11-5, 11-3, 11-7)               | Oh Sang Eun (Corea del Sud) 4-0 (11-3, 11-5, 11-9, 12-10)        | Wang Liqin (Cina) 4-2 (11-5, 11-9, 11-9, 10-12, 3-11, 11-8) | Wang Hao (Cina) 4-1 (11-9, 11-9, 6-11, 11-7, 11-9)              |
| Singolo maschile  | Wang Hao     | bye         | bye     | bye     | Chen Weixing (Austria) 4-0 (11-7, 11-7, 11-5, 11-5)           | Yo Kan (Giappone) 4-1 (11-6, 9-11, 11-8, 11-5, 11-4)                    | Ko Lai Chak (Hong Kong) 4-1 (11-7, 8-11, 11-6, 11-7, 11-9)       | Jörgen Persson (Svezia) 4-1 (11-9, 11-9, 9-11, 11-7, 11-9)  | Ma Lin (Cina) 1-4 (9-11, 9-11, 11-6, 7-11, 9-11)                |
| Singolo maschile  | Wang Liqin   | bye         | bye     | bye     | Lucjan Błaszczyk (Polonia) 4-0 (11-2, 11-6, 11-7, 11-8)       | Werner Schlager (Austria) 4-0 (11-6, 11-4, 11-8, 11-2)                  | Tan Ruiwu (Croazia) 4-0 (11-7, 11-5, 11-8, 11-8)                 | Ma Lin (Cina) 2-4 (5-11, 9-11, 9-11, 12-10, 11-3, 8-11)     | Jörgen Persson (Svezia) 4-0 (13-11, 11-2, 11-5, 11-9)           |
| Singolo femminile | Guo Yue      | bye         | bye     | bye     | Lau Sui Fei (Hong Kong) 4-0 (11-2, 11-8, 11-6, 11-6)          | Li Jiao (Paesi Bassi) 4-0 (11-2, 11-6, 11-3, 13-11)                     | Wu Xue (Rep. Dominicana) 4-0 (11-5, 16-14, 13-11, 11-5)          | Wang Nan (Cina) 2-4 (11-3, 8-11, 11-4, 7-11, 3-11, 6-11)    | Li Jiawei (Singapore) 4-2 (11-6, 14-12, 9-11, 7-11, 11-3, 11-4) |
| Singolo femminile | Wang Nan     | bye         | bye     | bye     | Georgina Pota (Ungheria) 4-0 (11-6, 11-7, 11-6, 11-2)         | Park Mi-Young (Corea del Sud) 4-2 (11-7, 11-7, 9-11, 11-6, 11-13, 11-5) | Tie Yana (Hong Kong) 4-1 (11-5, 11-4, 11-13, 11-2, 11-4)         | Guo Yue (Cina) 4-2 (3-11, 11-8, 4-11, 11-7, 11-3, 11-6)     | Zhang Yining (Cina) 1-4 (11-8, 11-13, 8-11, 8-11, 3-11)         |
| Singolo femminile | Zhang Yining | bye         | bye     | bye     | Viktoria Pavlovich (Bielorussia) 4-0 (11-7, 11-2, 11-7, 11-5) | Fukuhara Ai (Giappone) 4-1 (11-5, 11-2, 11-5, 9-11, 11-8)               | Feng Tianwei (Singapore) 4-1 (13-11, 12-14, 14-12, 12-10, 13-11) | Li Jiawei (Singapore) 4-1 (9-11, 11-8, 12-10, 11-8, 11-5)   | Wang Nan (Cina) 4-1 (8-11, 13-11, 11-8, 11-8, 11-3)             |

### Gara a squadre maschile
La squadra maschile era formata da Wang Hao, Ma Lin e Wang Liqin.

#### Prima fase
| 13 agosto 2008 | Cina | 3 – 0 | Grecia |  |

| 14 agosto 2008 | Cina | 3 – 0 | Australia |  |

| 14 agosto 2008 | Cina | 3 – 0 | Austria |  |

| Squadra   | P.ti | G | V | P | GV | GP |
| --------- | ---- | - | - | - | -- | -- |
| Cina      | 6    | 3 | 3 | 0 | 9  | 0  |
| Austria   | 5    | 3 | 2 | 1 | 6  | 3  |
| Grecia    | 4    | 3 | 1 | 2 | 3  | 6  |
| Australia | 3    | 3 | 0 | 3 | 0  | 9  |

#### Seconda fase
Semifinale
| 16 agosto 2008 | Cina | 3 – 0 | Corea del Sud |  |

Finale
| 18 agosto 2008 | Cina | 3 – 0 | Germania |  |

### Gara a squadre femminile
La squadra femminile era formata da Zhang Yining, Guo Yue e Wang Nan.

#### Prima fase
| 13 agosto 2008, ore 10:00 | Cina                        | 3 – 0 | Croazia | Peking University Gymnasium\| Arbitro: \| Marco Gomez, Leonor Demario \| |
| Arbitro:                  | Marco Gomez, Leonor Demario |       |         |                                                                          |

| 13 agosto 2008, ore 19:30 | Cina                        | 3 – 0 | Rep. Dominicana | Peking University Gymnasium\| Arbitro: \| Marco Gomez, Leonor Demario \| |
| Arbitro:                  | Marco Gomez, Leonor Demario |       |                 |                                                                          |

| 14 agosto 2008, ore 14:30 | Cina                         | 3 – 0 | Austria | Peking University Gymnasium\| Arbitro: \| Averil Roberts, Mick McShane \| |
| Arbitro:                  | Averil Roberts, Mick McShane |       |         |                                                                           |

| Squadra         | P.ti | G | V | P | GV | GP |
| --------------- | ---- | - | - | - | -- | -- |
| Cina            | 6    | 3 | 3 | 0 | 9  | 0  |
| Austria         | 5    | 3 | 2 | 1 | 6  | 3  |
| Croazia         | 4    | 3 | 1 | 2 | 3  | 7  |
| Rep. Dominicana | 3    | 3 | 0 | 3 | 1  | 9  |

#### Seconda fase
Semifinale
| 15 agosto 2008 | Cina | 3 – 0 | Hong Kong | Peking University Gymnasium |

Finale
| 17 agosto 2008 | Cina | 3 – 0 | Singapore | Peking University Gymnasium |

## Tiro
| Gara                         | Atleta         | Qualificazioni | Qualificazioni | Finale    | Finale       | Finale  |
| Gara                         | Atleta         | Punteggio      | Pos.           | Punteggio | Punt. totale | Pos.    |
| ---------------------------- | -------------- | -------------- | -------------- | --------- | ------------ | ------- |
| Carabina 10 m aria compressa | Cao Yifei      | 593            | 14             |           |              |         |
| Carabina 10 m aria compressa | Zhu Qinan      | 597            | 2              | 102,7     | 699,7        | Argento |
| Carabina 50 m a terra        | Jia Zhanbo     | 591            | 27             |           |              |         |
| Carabina 50 m a terra        | Qiu Jian       | 593            | 19             |           |              |         |
| Carabina 50 m tre posizioni  | Jia Zhanbo     | 1163           | 24             |           |              |         |
| Carabina 50 m tre posizioni  | Qiu Jian       | 1173           | 4              | 99,5      | 1272,5       | Oro     |
| Pistola 10 m aria compressa  | Pang Wei       | 586            | 1              | 102,2     | 688,2        | Oro     |
| Pistola 10 m aria compressa  | Tan Zongliang  | 580            | 11             |           |              |         |
| Pistola 25 m automatica      | Liu Zhongsheng | 572            | 9              |           |              |         |
| Pistola 25 m automatica      | Zhang Penghui  | squalificato   | squalificato   |           |              |         |
| Pistola 50 m                 | Tan Zongliang  | 565            | 1              | 94,5      | 659,5        | Oro     |
| Pistola 50 m                 | Lin Zhongzai   | 555            | 16             |           |              |         |
| Skeet                        | Jin Di         | 118            | 7              |           |              |         |
| Skeet                        | Qu Ridong      | 118            | 6              | 24        | 142          | 6       |
| Trap                         | Li Yajun       | 113            | 21             |           |              |         |
| Trap                         | Li Yang        | 115            | 16             |           |              |         |
| Double trap                  | Wang Nan       | 134            | 12             |           |              |         |
| Double trap                  | Hu Binyuan     | 138            | 3              | 46        | 184          | Bronzo  |

| Gara                         | Atleta       | Qualificazioni | Qualificazioni | Finale    | Finale       | Finale |
| Gara                         | Atleta       | Punteggio      | Pos.           | Punteggio | Punt. totale | Pos.   |
| ---------------------------- | ------------ | -------------- | -------------- | --------- | ------------ | ------ |
| Carabina 10 m aria compressa | Du Li        | 399            | 4              | 100,6     | 499,6        | 5      |
| Carabina 10 m aria compressa | Zhao Yinghui | 389            | 37             |           |              |        |
| Carabina 50 m tre posizioni  | Du Li        | 589            | 1              | 101,3     | 690,3        | Oro    |
| Carabina 50 m tre posizioni  | Wu Liuxi     | 585            | 7              | 100,9     | 685,9        | 8      |
| Pistola 10 m aria compressa  | Guo Wenjun   | 390            | 2              | 102,3     | 492,3        | Oro    |
| Pistola 10 m aria compressa  | Ren Jie      | 381            | 19             |           |              |        |
| Pistola 25 m                 | Chen Ying    | 585            | 3              | 208,4     | 793,4        | Oro    |
| Pistola 25 m                 | Fei Fengji   | 582            | 7              | 205,9     | 787,9        | 4      |
| Skeet                        | Wei Ning     | 70             | 5              | 21        | 91           | 8      |
| Trap                         | Liu Yingzi   | 63             | 6              |           |              |        |

## Tiro con l'arco
| Gara                  | Atleta                           | Turno di qualificazione | Turno di qualificazione | Turno 1                                   | Turno 2                                 | Ottavi                                | Quarti                             | Semifinali                             | Finale                |
| Gara                  | Atleta                           | Punteggio               | Pos.                    | Turno 1                                   | Turno 2                                 | Ottavi                                | Quarti                             | Semifinali                             | Finale                |
| --------------------- | -------------------------------- | ----------------------- | ----------------------- | ----------------------------------------- | --------------------------------------- | ------------------------------------- | ---------------------------------- | -------------------------------------- | --------------------- |
| Individuale maschile  | Xue Haifeng                      | 633                     | 18                      | Jay Lyon (Canada) 106-111                 |                                         |                                       |                                    |                                        |                       |
| Individuale maschile  | Jiang Lin                        | 632                     | 55                      | Lee Chang-Hwan (Corea del Sud) 108-112    |                                         |                                       |                                    |                                        |                       |
| Individuale maschile  | Li Wenquan                       | 646                     | 46                      | Jacek Proc (Polonia) 111-116              |                                         |                                       |                                    |                                        |                       |
| Squadre maschile      | Xue Haifeng Jiang Lin Li Wenquan | 1941                    | 12                      |                                           |                                         | Gran Bretagna 214-210                 | Russia 217-209                     | Corea del Sud 218-221                  | Ucraina 222-219       |
| Individuale femminile | Zhang Juanjuan                   | 635                     | 27                      | Tetyana Berezhna (Ucraina) 109-97         | Yuan Shu Chi (Taipei cinese) 110-105    | Joo Hyun-Jung (Corea del Sud) 106-101 | Yun Ok-Hee (Corea del Sud) 115-109 | Park Sung-Hyun (Corea del Sud) 110-109 |                       |
| Individuale femminile | Chen Ling                        | 645                     | 15                      | Evangelia Psarra (Grecia) 109-79          | Katsiarina Muliuk (Bielorussia) 106-105 | Yun Ok-Hee (Corea del Sud) 103-113    |                                    |                                        |                       |
| Individuale femminile | Guo Dan                          | 636                     | 25                      | Charlotte Burgess (Gran Bretagna) 104-106 |                                         |                                       |                                    |                                        |                       |
| Squadre femminile     | Zhang Juanjuan Chen Ling Guo Dan | 1016                    | 3                       |                                           |                                         | bye                                   | India 211-206                      | Gran Bretagna 108-202                  | Corea del Sud 215-224 |

## Triathlon
| Gara           | Atleta      | Nuoto  | Ciclismo  | Corsa  | Tempo totale | Posizione |
| -------------- | ----------- | ------ | --------- | ------ | ------------ | --------- |
| Gara maschile  | Wang Daqing | 18'06" | 59'15"    | 37'17" | 1h 55'41"87  | 46        |
| Gara femminile | Xing Lin    | 20'03" | 1h 06'22" | 40'05" | 2h 07'34"99  | 40        |
| Gara femminile | Zhang Yi    | 19'58" | 1h 07'10" | 40'21" | 2h 08'37"56  | 42        |

## Tuffi
| Gara                    | Atleta            | Preliminari | Preliminari | Semifinale | Semifinale | Finale | Finale  |
| Gara                    | Atleta            | Punti       | Pos.        | Punti      | Pos.       | Punti  | Pos.    |
| ----------------------- | ----------------- | ----------- | ----------- | ---------- | ---------- | ------ | ------- |
| Trampolino 3 m          | He Chong          | 502,95      | 1           | 547,25     | 1          | 572,90 | Oro     |
| Trampolino 3 m          | Qin Kai           | 502,95      | 2           | 508,50     | 2          | 530,10 | Bronzo  |
| Piattaforma 10 m        | Huo Liang         | 472,95      | 1           | 549,95     | 1          | 508,40 | 4       |
| Piattaforma 10 m        | Zhou Lüxin        | 539,80      | 1           | 526,20     | 3          | 533,15 | Argento |
| Trampolino 3 m sincro   | Qin Kai Wang Feng |             |             |            |            | 469,08 | Oro     |
| Piattaforma 10 m sincro | Huo Liang Lin Yue |             |             |            |            | 468,18 | Oro     |

| Gara                    | Atleta                 | Preliminari | Preliminari | Semifinale | Semifinale | Finale | Finale |
| Gara                    | Atleta                 | Punti       | Pos.        | Punti      | Pos.       | Punti  | Pos.   |
| ----------------------- | ---------------------- | ----------- | ----------- | ---------- | ---------- | ------ | ------ |
| Trampolino 3 m          | Guo Jingjing           | 373,90      | 1           | 398,55     | 1          | 415,35 | Oro    |
| Trampolino 3 m          | Wu Minxia              | 349,45      | 4           | 345,30     | 3          | 389,85 | Bronzo |
| Piattaforma 10 m        | Chen Ruolin            | 428,80      | 1           | 444,60     | 1          | 447,70 | Oro    |
| Piattaforma 10 m        | Wang Xin               | 420,30      | 3           | 388,55     | 3          | 429,90 | Bronzo |
| Trampolino 3 m sincro   | Guo Jingjing Wu Minxia |             |             |            |            | 343,50 | Oro    |
| Piattaforma 10 m sincro | Chen Ruolin Wang Xin   |             |             |            |            | 363,54 | Oro    |

## Vela
| Gara                   | Atleta                          | Regata | Regata | Regata | Regata | Regata | Regata | Regata | Regata | Regata     | Regata     | Regata | Regata | Regata     | Regata     | Regata     | Regata | Punteggio | Pos.   |
| Gara                   | Atleta                          | 1      | 2      | 3      | 4      | 5      | 6      | 7      | 8      | 9          | 10         | 11     | 12     | 13         | 14         | 15         | M      | Punteggio | Pos.   |
| ---------------------- | ------------------------------- | ------ | ------ | ------ | ------ | ------ | ------ | ------ | ------ | ---------- | ---------- | ------ | ------ | ---------- | ---------- | ---------- | ------ | --------- | ------ |
| Windsurf maschile      | Wang Aichen                     | 2      | 8      | 9      | 16     | 2      | 14     | 22     | 14     | 19         | 1          |        |        |            |            |            | 10     | 95        | 7      |
| Windsurf femminile     | Yin Jian                        | 1      | 1      | 1      | 3      | 3      | 13     | 7      | 8      | 8          | 1          |        |        |            |            |            | 6      | 39        | Oro    |
| Laser maschile         | Shen Sheng                      | 40     | 35     | 6      | 4      | 37     | 14     | 10     | 28     | 25         | cancellata |        |        |            |            |            |        | 159       | 20     |
| Laser Radial femminile | Xu Lijia                        | 24     | 3      | 10     | 6      | 5      | 2      | 1      | 16     | 6          | cancellata |        |        |            |            |            | 6      | 50        | Bronzo |
| 470 maschile           | Deng Daokun Wang Weidong        | 12     | 30 DSQ | 23     | 16     | 21     | 26     | 30 OCS | 22     | 8          | 28         |        |        |            |            |            |        | 186       | 26     |
| 470 femminile          | Wen Yimei Yu Chunyan            | 5      | 10     | 19     | 17     | 16     | 14     | 20 OCS | 12     | 16         | 10         |        |        |            |            |            |        | 119       | 18     |
| Star                   | Li Hongquan Wang He             | 16     | 16     | 16     | 14     | 16     | 16     | 15     | 15     | 16         | 16         |        |        |            |            |            |        | 140       | 16     |
| Yngling                | Song Xiaoqun Yu Yanli Li Xiaoni | 7      | 5      | 16 DSQ | 4      | 13     | 6      | 8      | 4      | cancellate | cancellate |        |        |            |            |            | 8      | 65        | 9      |
| Finn                   | Zhang Peng                      | 25     | 23     | 24     | 20     | 5      | 26     | 23     | 11     | 23         | 11         |        |        |            |            |            |        | 131       | 24     |
| 49er                   | Li Fei Hu Xianqiang             | 8      | 19     | 19     | 19     | 16     | 17     | 15     | 17     | 15         | 14         | 18     | 9      | cancellate | cancellate | cancellate |        | 176       | 19     |
| Tornado                | Chen Xiuke Luo Youjia           | 9      | 14     | 16 OCS | 16 DNF | 13     | 5      | 14     | 13     | 12         | 14         |        |        |            |            |            |        | 102       | 14     |